# Iglesia de San Hipólito el Real (Támara de Campos)
La iglesia de San Hipólito el Real,  es un templo católico situado en el municipio palentino de Támara de Campos.
Se trata de un edificio de grandes proporciones, gótico del siglo XIV, con añadidos renacentistas y barrocos; presenta elementos decorativos propios de estos estilos. Está situado en la plaza de San Hipólito. Actualmente, está considerado BIC (Bien de Interés Cultural); fue declarado Monumento histórico-artístico perteneciente al Tesoro Artístico Nacional mediante decreto de 3 de junio de 1931.

## Historia
La creación de esta iglesia tuvo una fuerte repercusión en la villa de Támara, ya que, al ser de patronato real, acarreaba numerosos beneficios de tipo económico. Algunos de los reyes que otorgaron privilegios a la iglesia fueron: Juan II de Castilla, Sancho IV el Bravo, Fernando IV el Emplazado, y sobre todo Alfonso XI, que había nacido el día de la festividad de san Hipólito y tenía una gran devoción por este santo. El privilegio más significativo fue el que autorizaba la demanda de limosna en todos los reinos y señoríos, ya que así se pudo financiar gran parte de la construcción del templo. Gozaba de protección eclesiástica, a través de bulas y otros documentos papales, concedidos por Benedicto III, Paulo II, Paulo IV, Clemente X, Urbano VII, Benedicto XIII, Clemente VIII y Pío VII entre otros. Además, había quien hacía donaciones particulares o testamentos que legaban al templo casas, tierras y otras posesiones.

## Arte y arquitectura

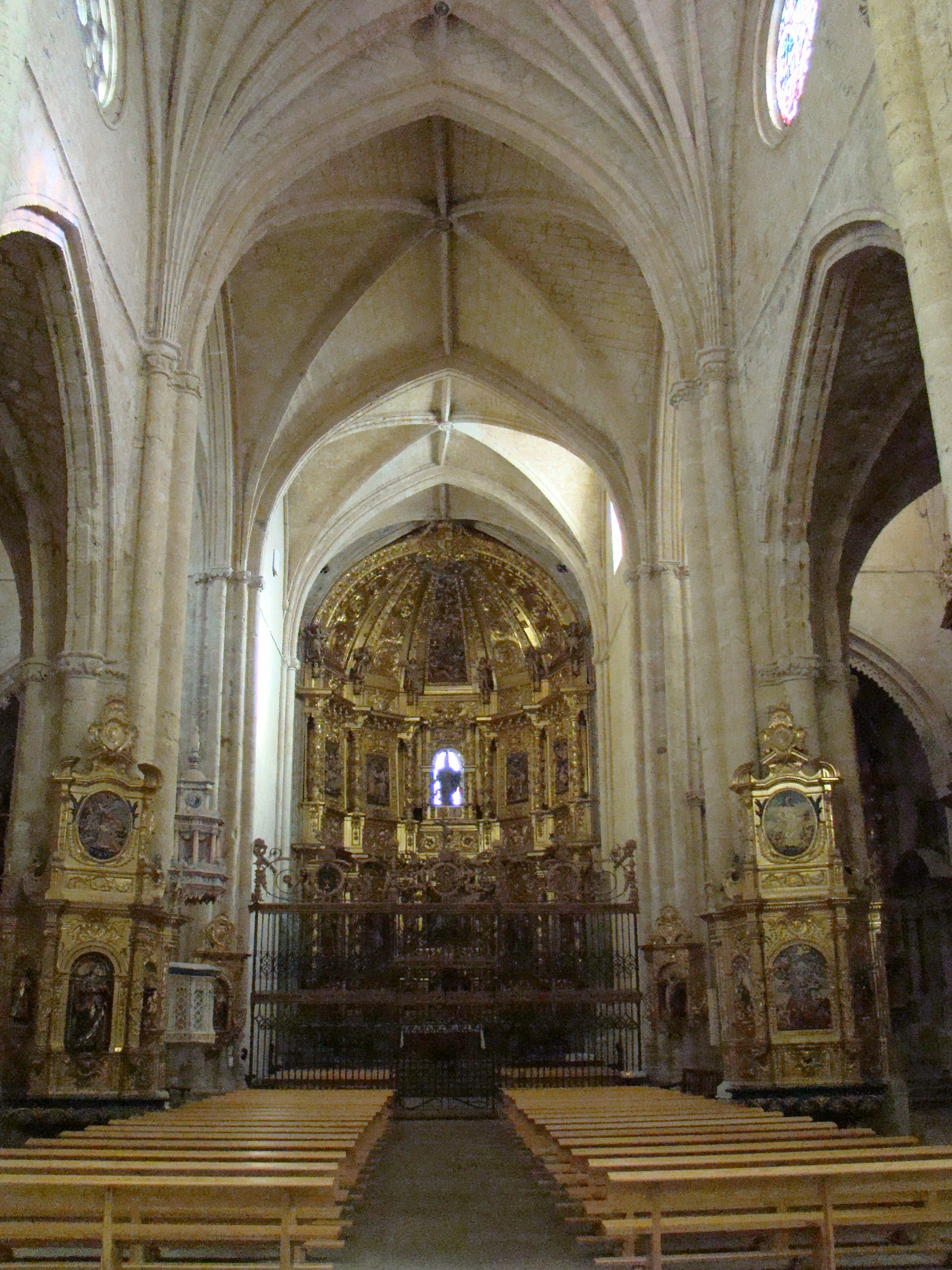
Nave central con el retablo mayor al fondo y bóvedas de crucería simple.

La iglesia, de proporciones catedralicias, consta de tres naves con falso crucero, siendo la central la mayor, rematando en una monumental cabecera poligonal de tres ábsides de distinto tamaño (el central es el mayor). Se cubre con bóvedas de crucería simples que van cambiando a lo largo de las naves en bóvedas estrelladas con sus nervios decorados. Este cambio es más evidente en la nave central donde dichas bóvedas pasan de simples a sexpartitas y estrelladas con terceletes y nervios decorados, incluso con lacerías.
Las naves están separadas por los arcos formeros que se apoyan en diez grandes pilares columnas cilíndricas compuestas por un núcleo central y ocho  columnas con sus capiteles decorados con temas zoomorfos, vegetales e historiados. En los muros se abren diversos vanos siguiendo la técnica y avance de la construcción gótica que permite ventanales de arco apuntado y rosetones de dimensiones variadas. Los vanos se cierran por vidrieras entre las que descuellan dos que son de época contemporánea: una con el tema del martirio de san Hipólito, de Guillermo Pérez Villalta y la segunda con temas simbólicos cuyo autor es Carlos Muñoz de Pablos, especialista en este arte. Los muros son de piedra de sillería, muy gruesos y se estabilizan con la ayuda de contrafuertes y arbotantes. Entre los contrafuertes del ábside se abren esbeltas ventanas góticas que proporcionaron al templo mucha luminosidad y que están cegadas porque en el interior se instalaron diversos retablos barrocos que taparon el vano.
La construcción presenta dos detalles singulares; el primero es una especie de defensa de piedra que ciñe el ábside por su lado sur a modo de foso y que recuerda la estructura medieval. El otro detalle es la armadura de la cubierta que es independiente del tejado, a dos aguas, presentando un espacio franco que permite de forma original la ventilación y que puede verse desde el exterior; parece una galería sustentada por pies derechos y zapatas de madera.

Vistas del exterior
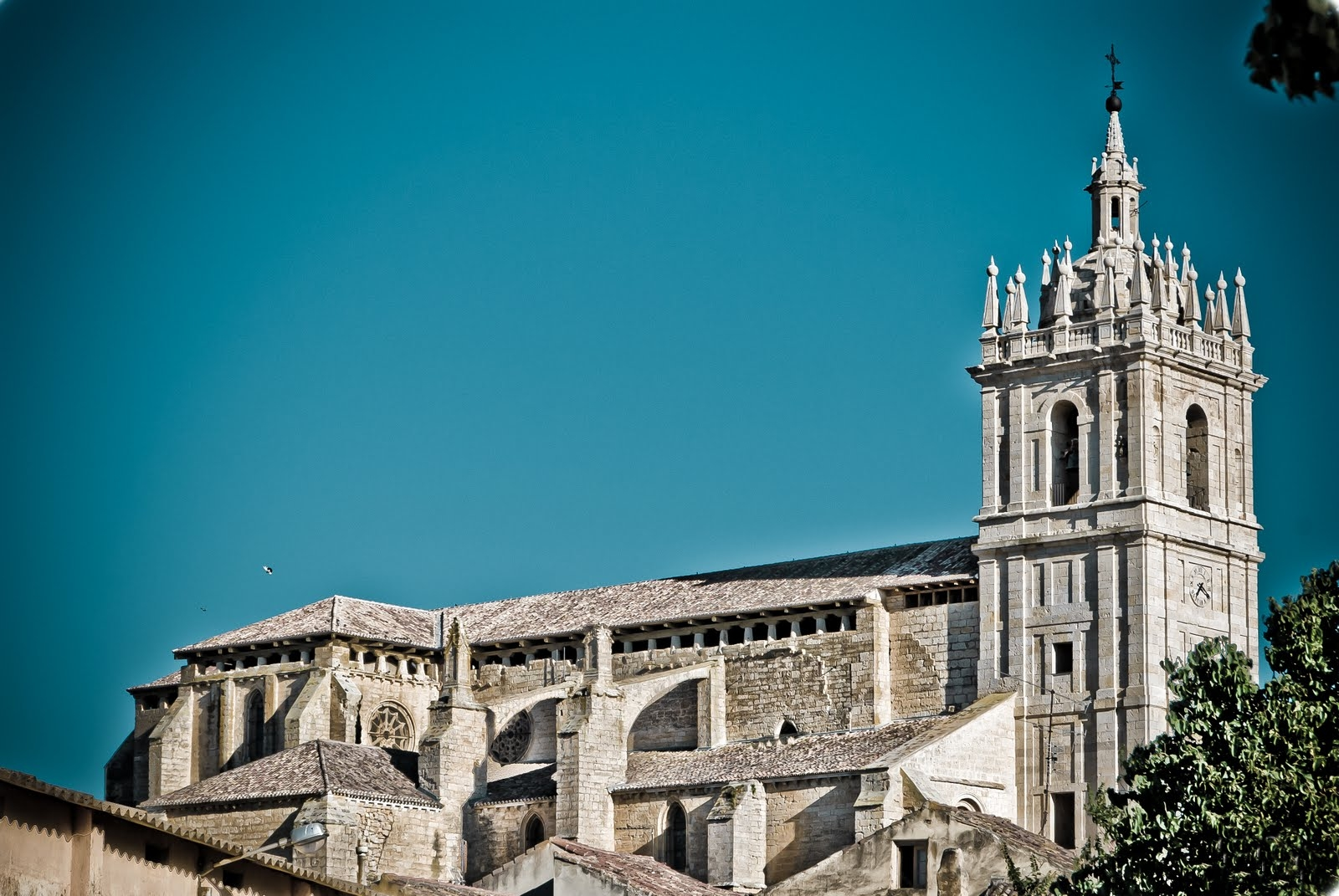
Vista lateral de la iglesia
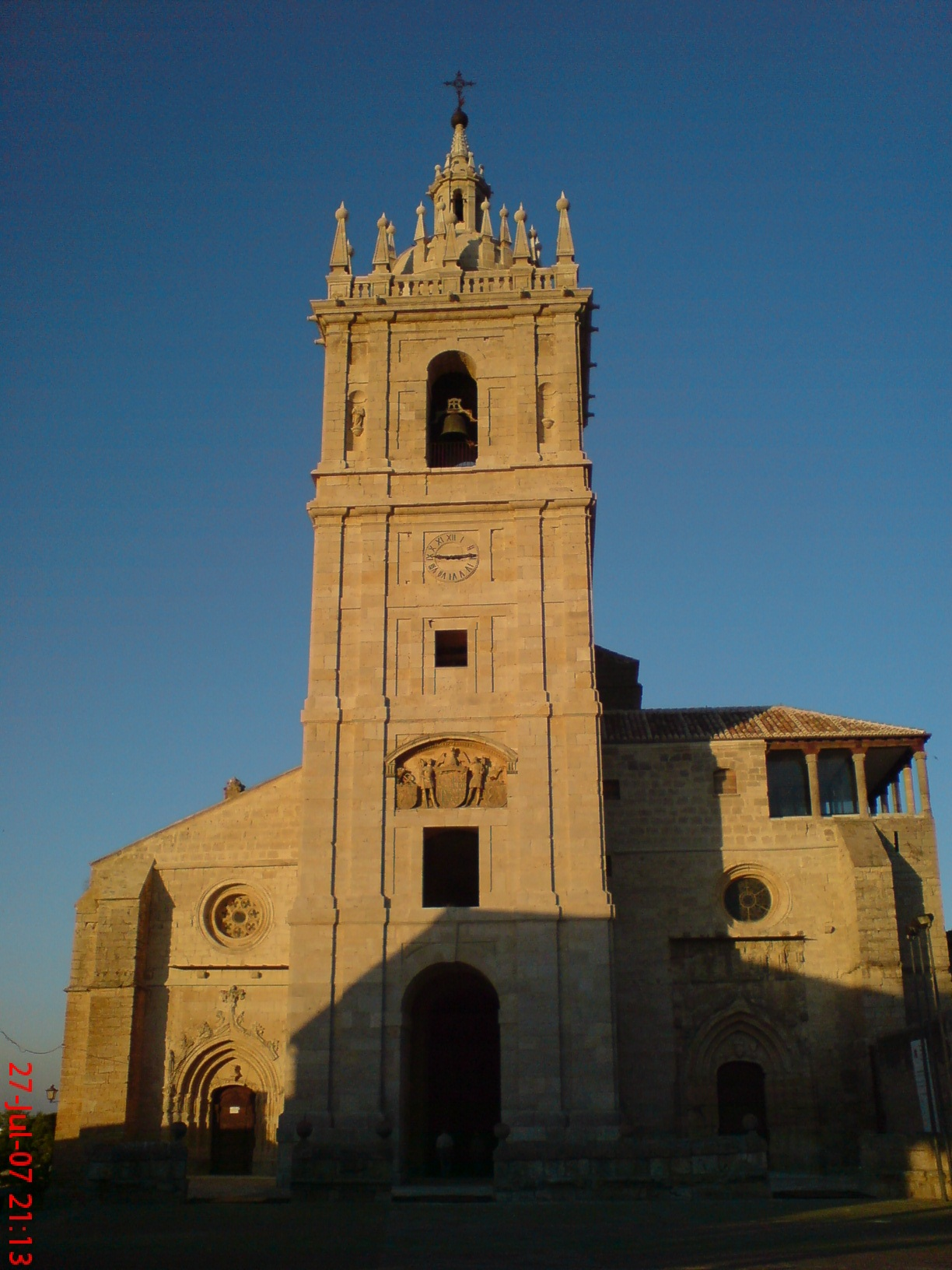
Portada principal con la torre-pórtico
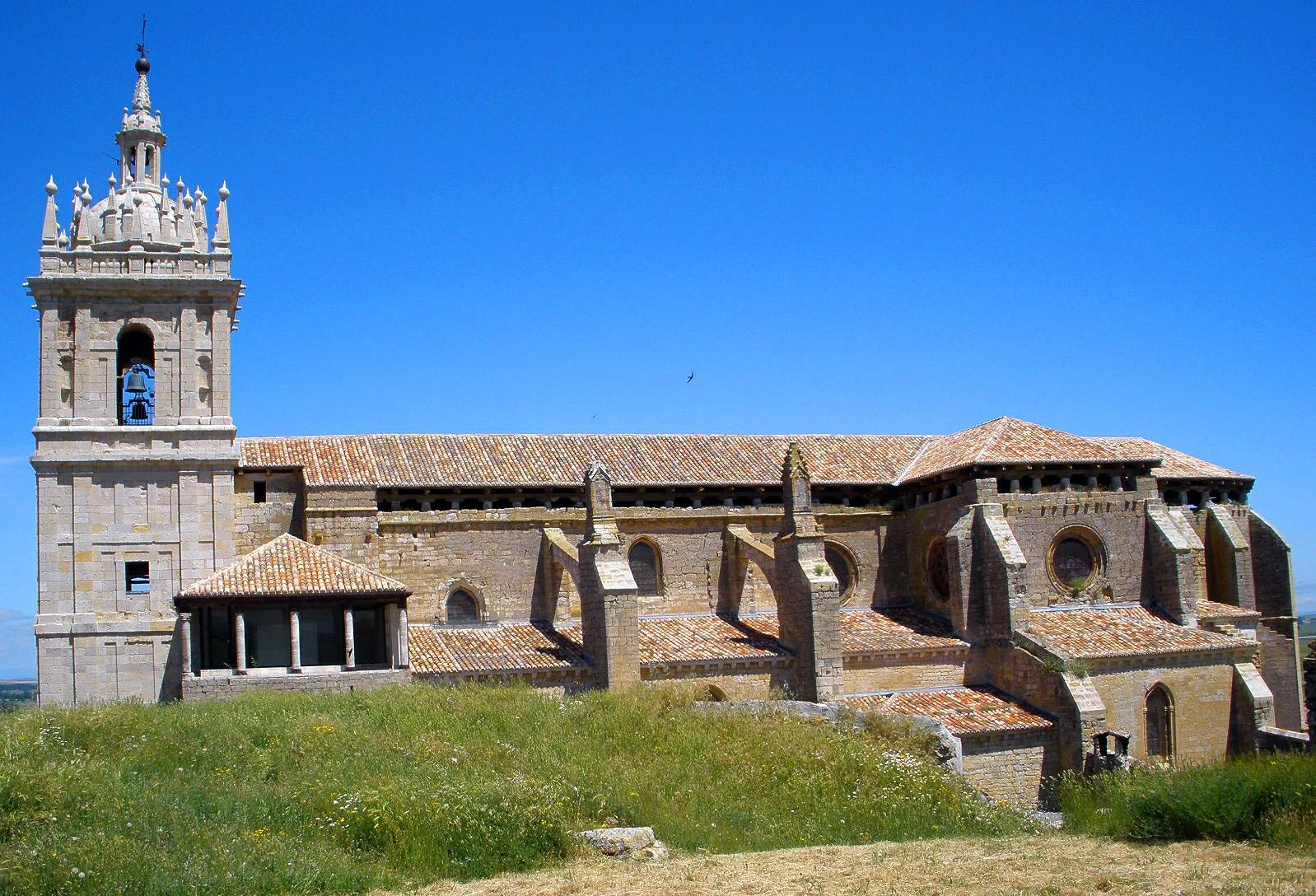
Vista lateral opuesta

Detalles exteriores
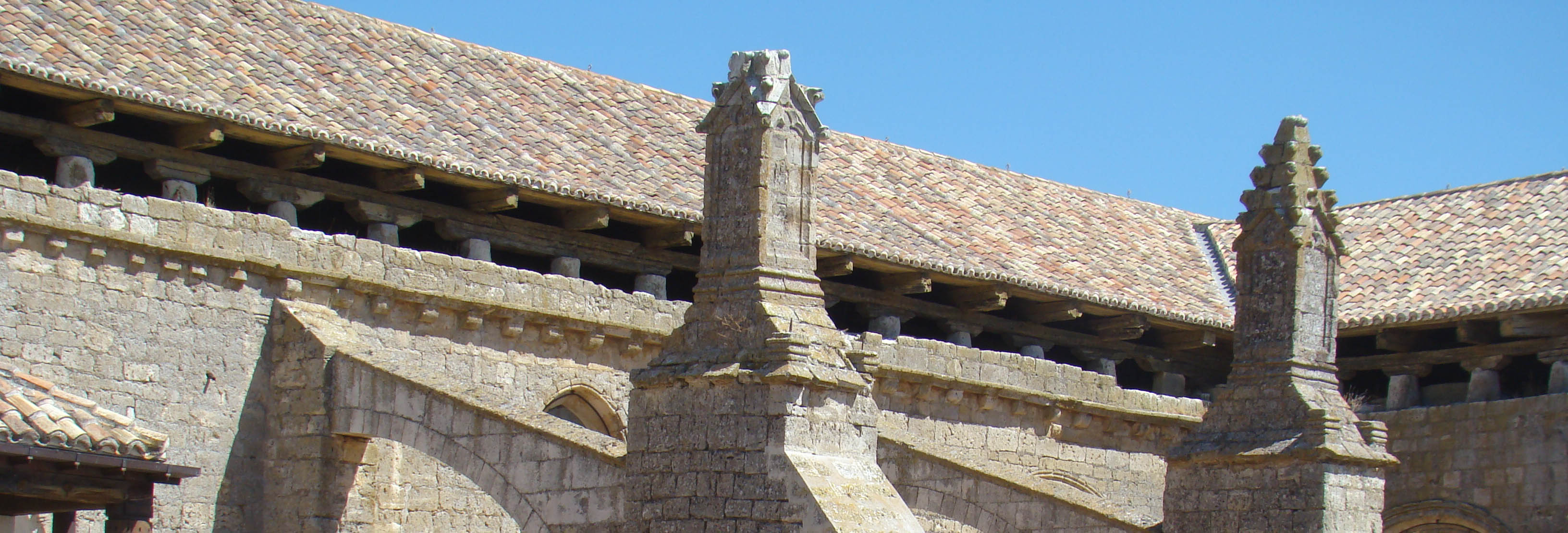
Detalle de la armadura de la cubierta. Se puede ver la galería con los pies derechos y las zapatas de madera.
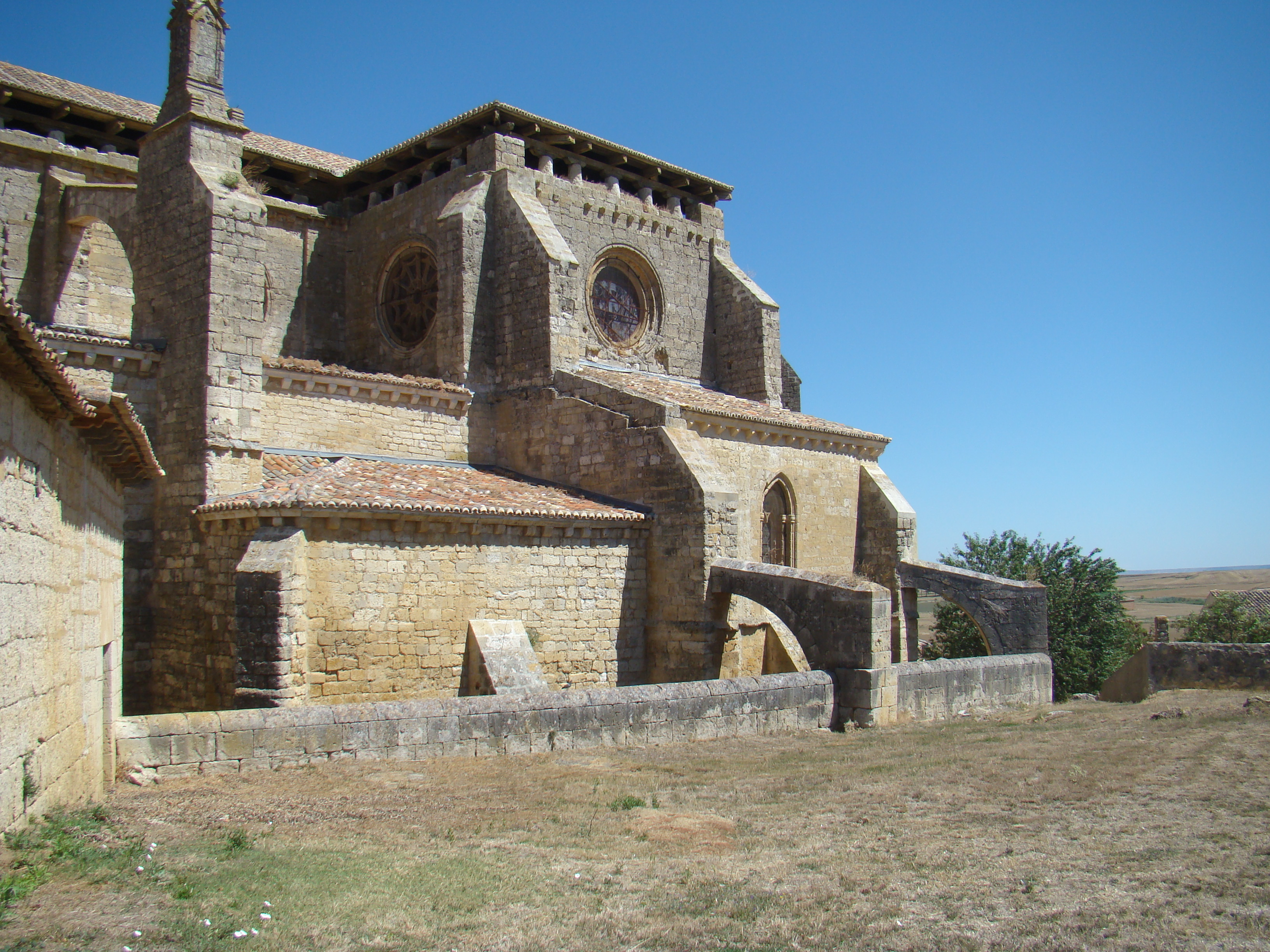
Foso de estructura medieval visto desde el exterior
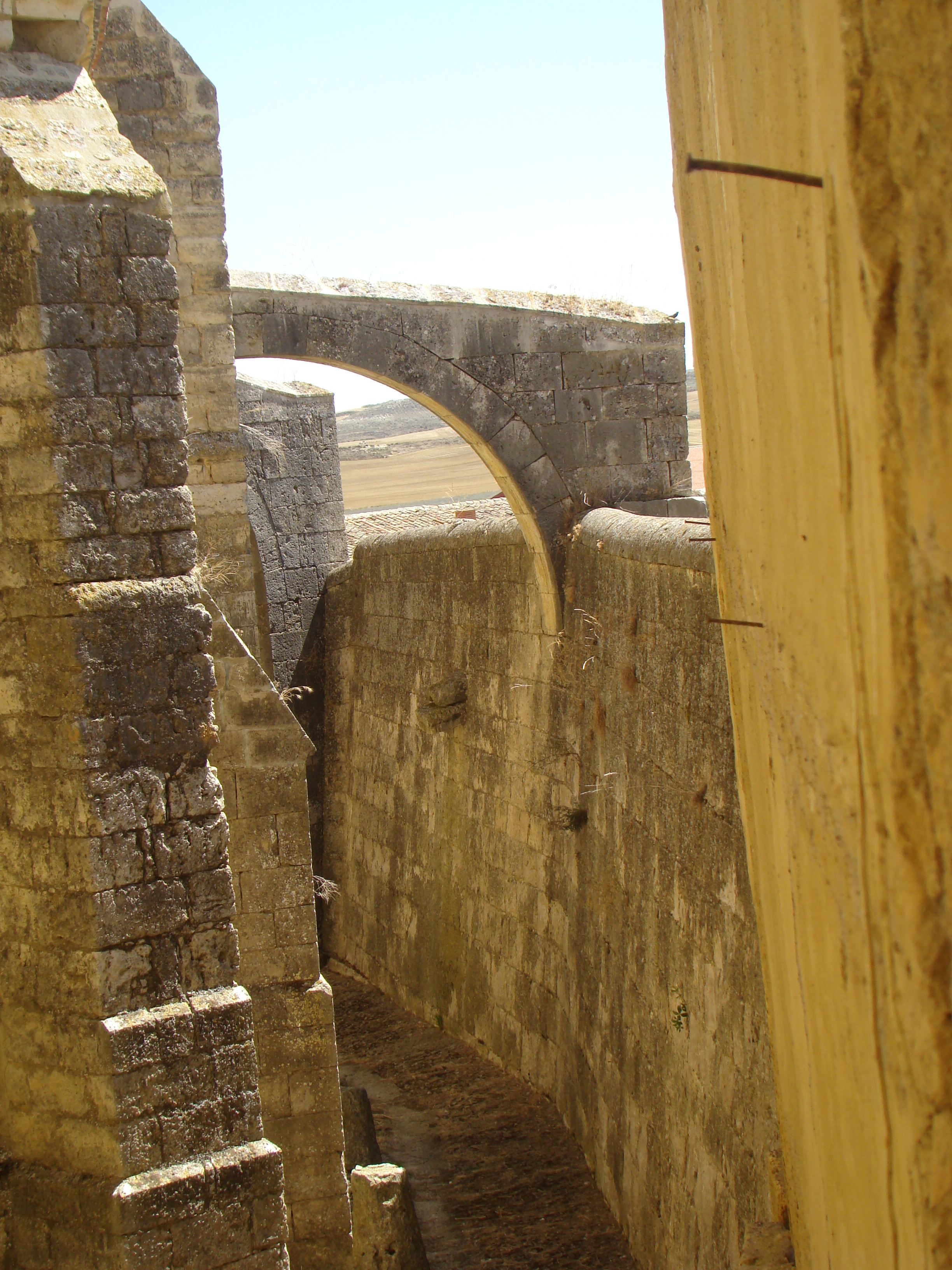
Detalle del foso por el interior

### Puertas de acceso
A los pies del templo en su fachada occidental se abren tres puertas góticas. La central está situada bajo la torre vieja, (se suele abrir para los novios), adornada con tallas modernas del escultor Evaristo Bellotti. Las otras dos se componen de arquivoltas apuntadas rodeadas por arco conopial.: 68 
En sus tímpanos hay restos de esculturas y sobre ellas se abren sendos rosetones. En la nave norte hay otra puerta de arquivoltas apuntadas sin decoración.

### Torres
La torre nueva, externa y adosada, es del siglo XVII, de estilo herreriano.Hubo otra anterior, gótica, justo detrás de la actual, integrada en el edificio y en línea con la fachada, de la que solamente quedan: el hueco que ocupó, la escalera de caracol para acceso a tejados y torre nueva, más el arco apuntado de la portada, los goznes de las puertas de acceso y los arranques de los nervios de la bóveda de crucería del antiguo pórtico. 
Esta primitiva torre se derrumbó en parte la noche del 31 de diciembre de 1568 quedando muy maltrecha, además de que arrasó y deterioró seis crujías. El acontecimiento conmocionó al pueblo e inmediatamente hubo proyectos de reconstrucción; el desescombro se hizo bajo la dirección de Rodrigo de Rivas. En 1579 se llevó a cabo el derribo total; constan los pagos hechos para este trabajo a Hernando del Campo y en 1588 se da cuenta de otros pagos a Baltasar Martínez, natural de Palacios del Alcor, por acarrear piedra desde la cantera de Palacios. Constan así mismo los pagos efectuados a Domingo de Cerecedo, —maestro cantero natural de San Miguel de Aras— a quien se le da el tratamiento de «maestro de la torre»; fue quien hizo las trazas. En fechas posteriores, en 1605, un nuevo maestro llamado en el libro de cuentas Santiago de Sigüenza hizo nuevas trazas pero hasta 1607 no se realizaron los cimientos y todavía en 1608 aparece otro profesional con el nombre de Juan de la Lastra, «maestro de cantería» que en 1637 recibe el último pago junto a su aparexador Pedro de la Oya. Hubo alguna interrupción en la obra por falta de medios económicos; la fecha de 1620 en que consta el pago de la cruz del remate y su dorado puede dar una idea de la finalización de las obras.
La nueva torre consta de cuatro cuerpos cuyas esquinas se cubren con pares de pilastras. 
El primer cuerpo sirve de pórtico, dando paso al (2º pórtico) de la torre antigua. 
El segundo cuerpo tiene un hueco rectangular que sirvió como hornacina a una estatua de san Hipólito a caballo, en madera de nogal policromada realizada por Juan de la Lastra. Sobre este hueco hay un escudo de los Reyes Católicos, de gran tamaño con los heraldos a los lados más dos leones agarrando los símbolos del yugo y las flechas. Se labró en recuerdo de la visita de estos monarcas y se supone que perteneció a la antigua torre. 
En el tercer cuerpo hay un hueco rectangular en cada una de las caras y en la cara de la fachada está el reloj de esfera circular. El último cuerpo es el destinado a campanario y está rematado por una balaustrada y pináculos terminados en bolas. Por encima de esta plataforma asoma la cúpula con linterna y un pináculo sobre el que se asienta una veleta y una cruz de hierro.
Esta torre, vista desde abajo, está completamente hueca con excepción de las pasarelas y rejillas metálicas, situándonos en el pórtico se puede visualizar hasta la linterna.

Detalles de la torre y portales
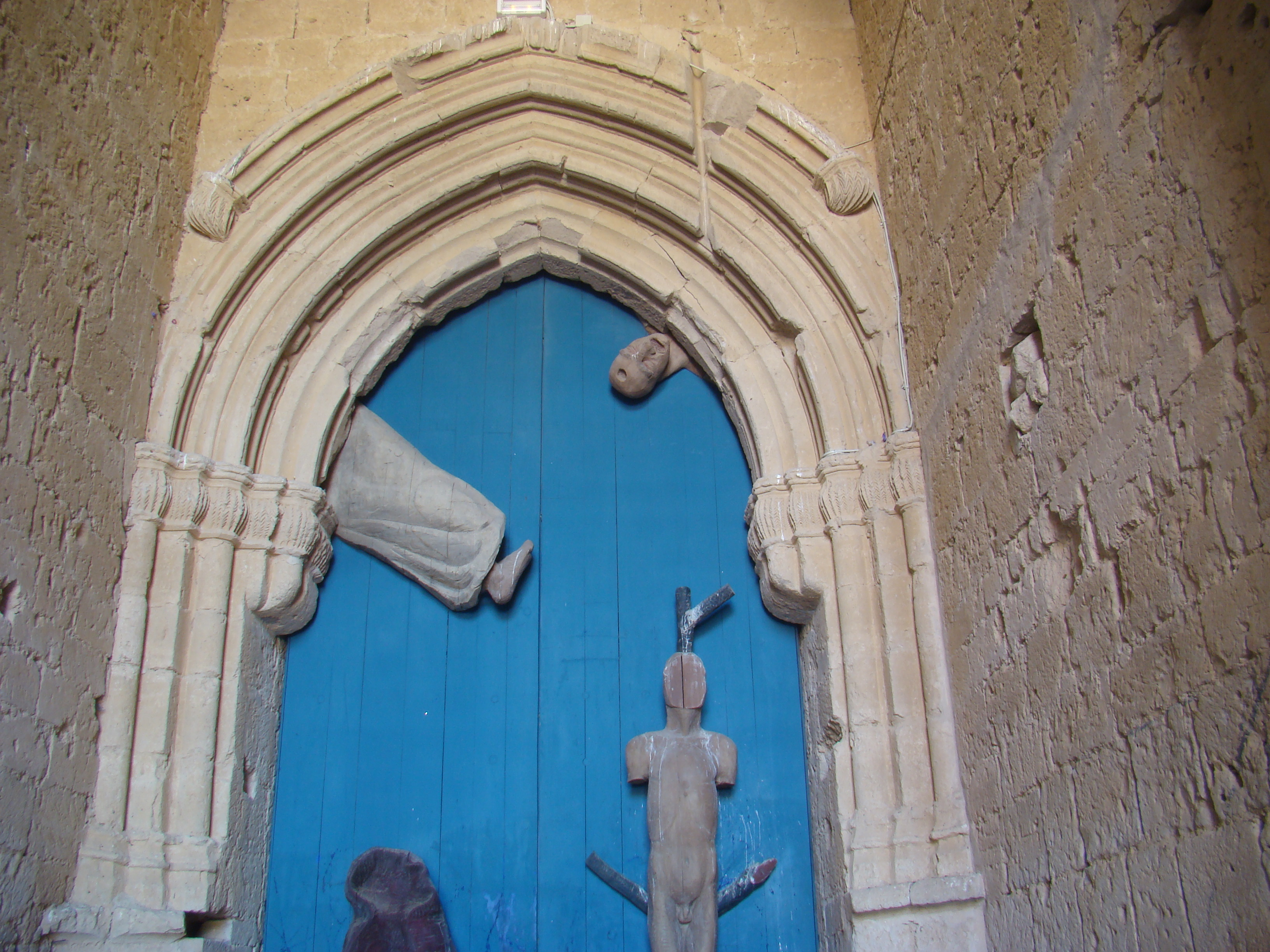
Puerta central bajo la torre vieja, con esculturas de Evaristo Bellotti
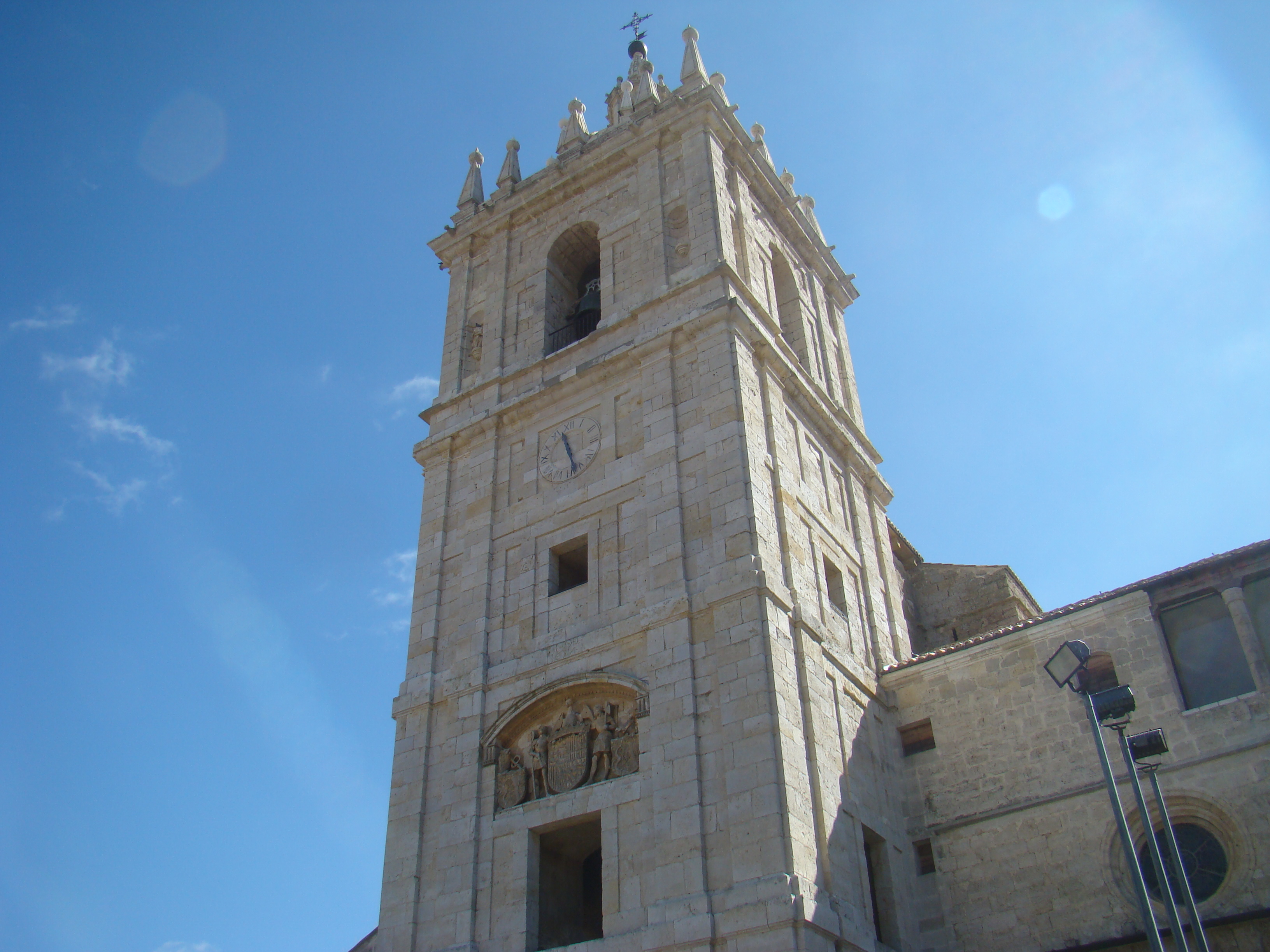
Vista de los 3 últimos cuerpos, con el escudo de los Reyes Católicos, el reloj y el cuerpo de campanas
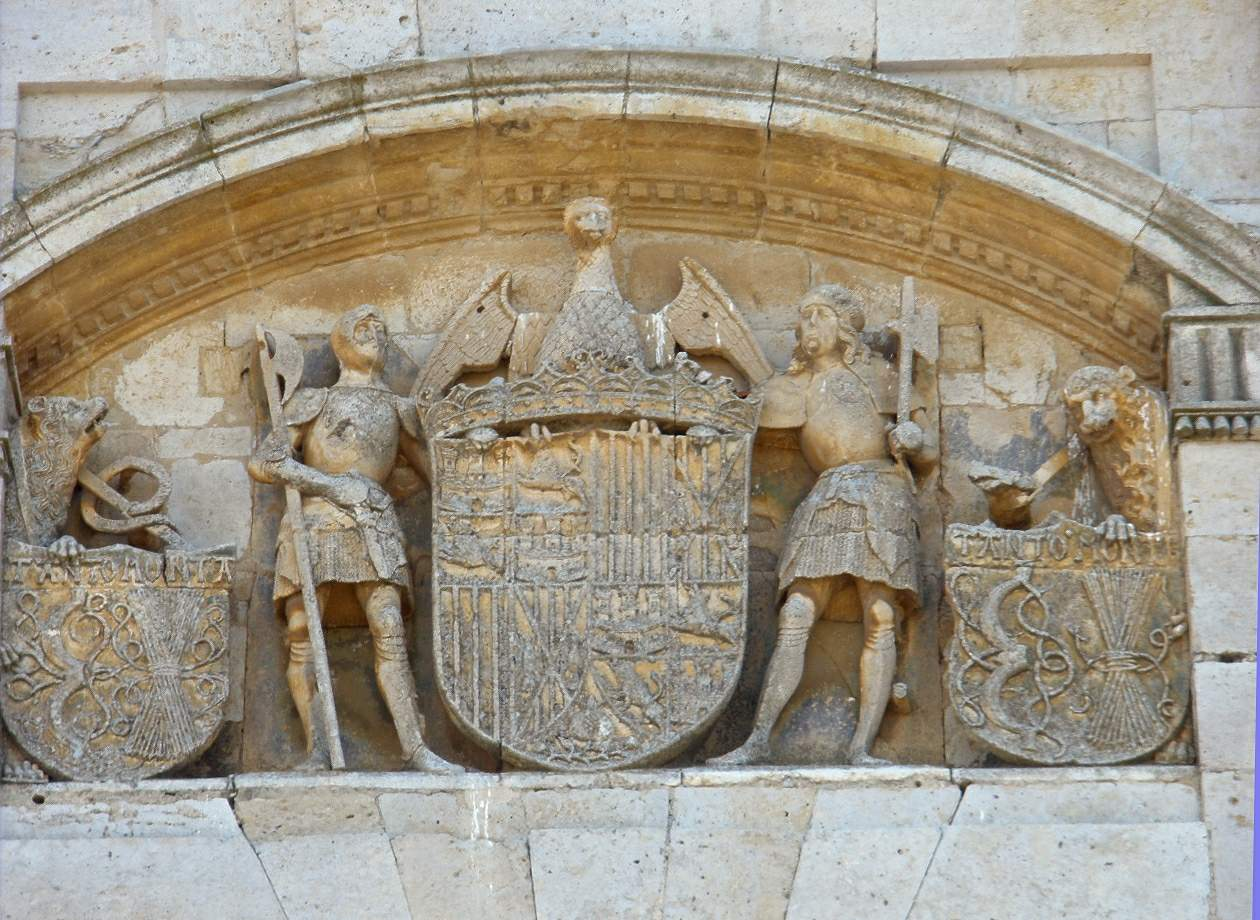
Escudo de los Reyes Católicos en el segundo cuerpo
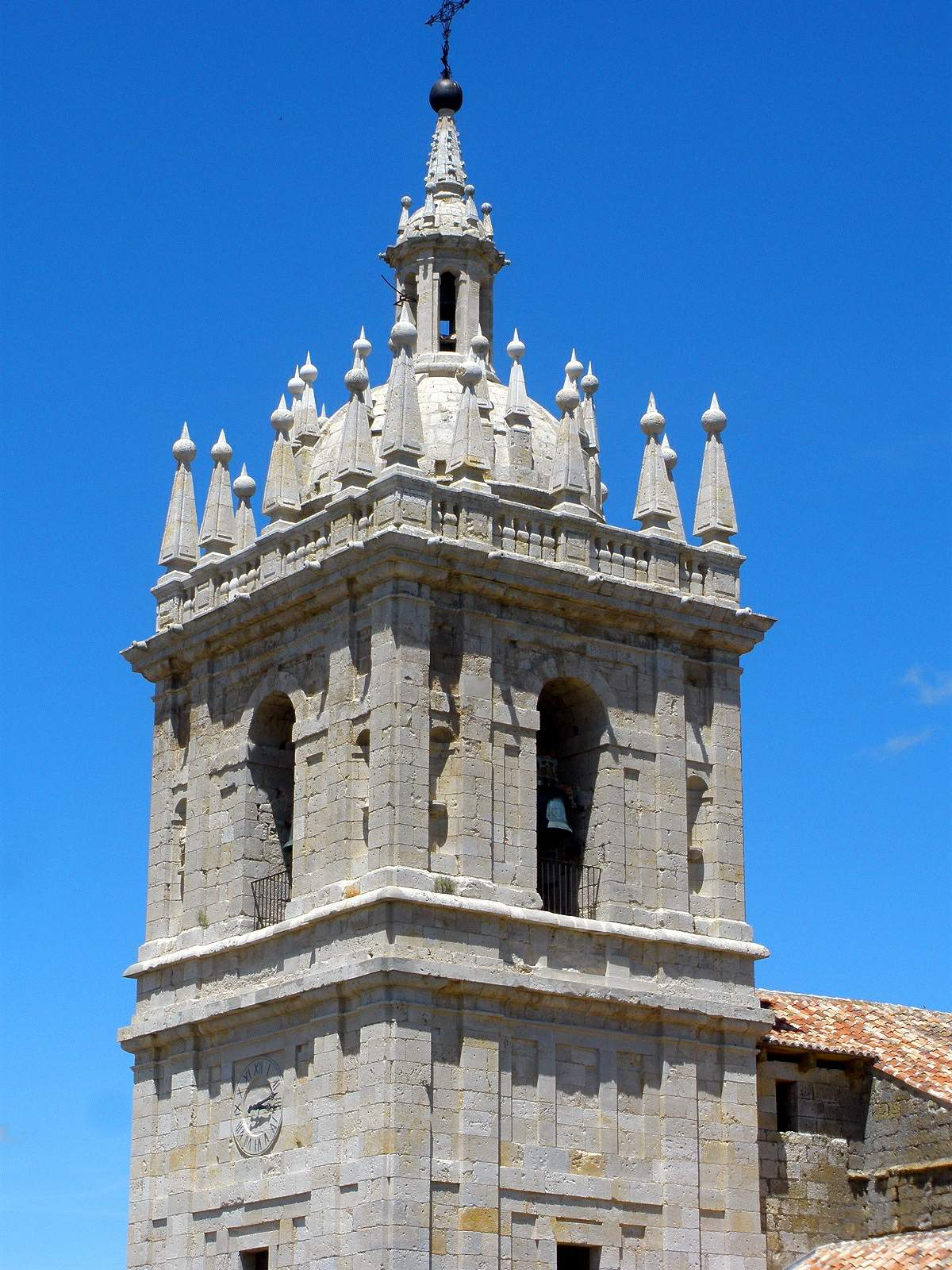
Último cuerpo

### Casa del músico

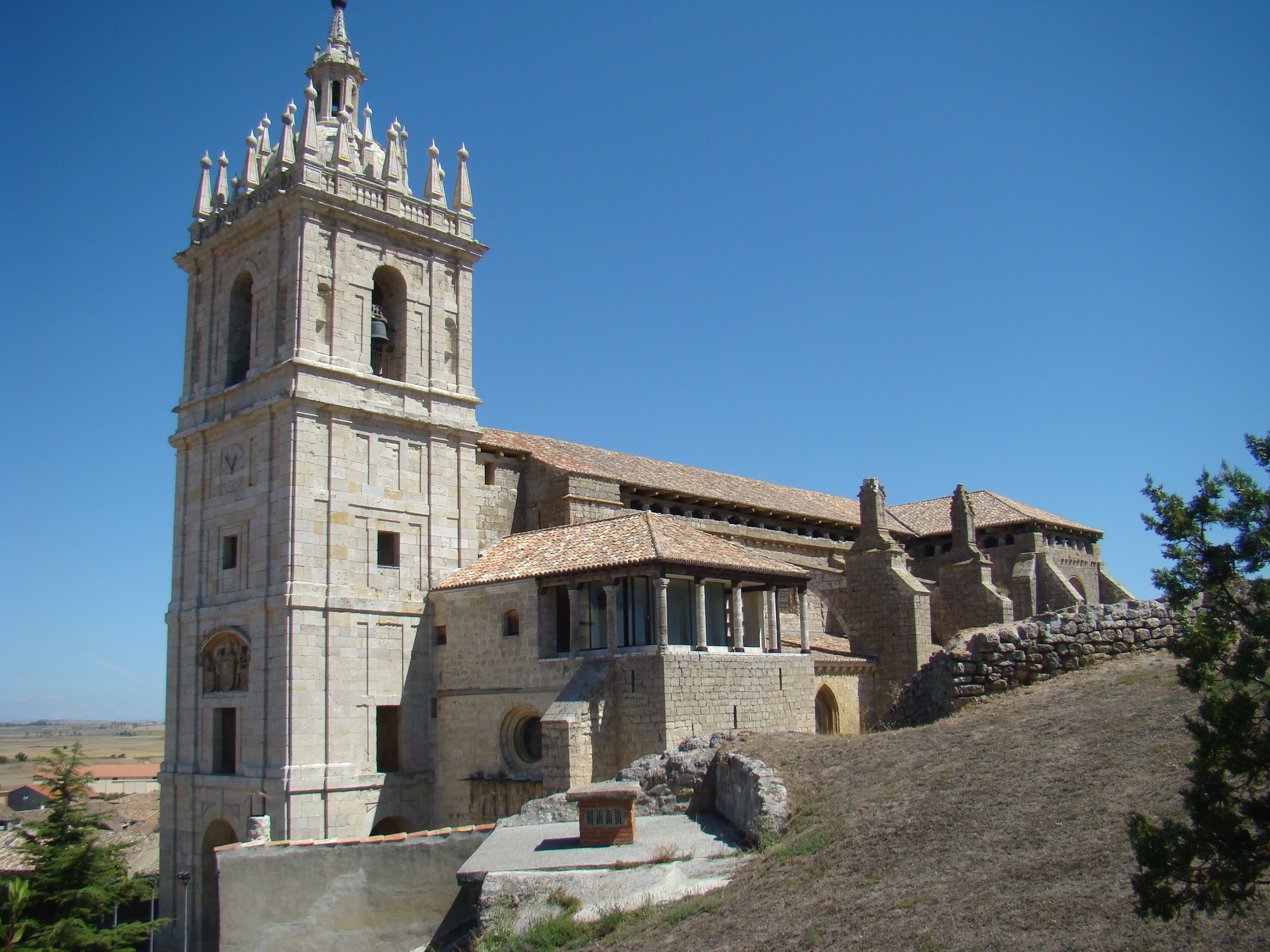
Casa del músico junto a la torre.

Es una casa situada en el exterior del muro sur de la iglesia junto a la torre que data de principios del siglo XVII. Se edificó como vivienda del músico u organista. Se accede a la vivienda por dentro de la iglesia a través de una puerta disimulada entre la sillería del coro alto; se sigue por una pasarela sobre el primer tramo de la nave de la epístola que llega hasta la casa propiamente dicha. Se conserva de la época la chimenea y la falsa cúpula. 
En el acceso se halla una placa con una interesante inscripción que da fe del hundimiento de la torre:

GOBERNANDO LA SILLA APOSTOLICA PIO V DE BUENA MEMORIA I REINANDO EN ESPAÑA DON PHILIPE 2 EN EL ANNO DE 1568 VLTIMO DIA DEL DICHO ANNO I PRICIPIO DE 69 SE VUNDIO LA TORRE DESTA IGLESIA LA QVUAL DERIBO SEIS CAPILLAS

## Interior del templo
El templo está amueblado con un conjunto de obras de arte importantes. Además del gran retablo mayor tiene otros dos renacentistas y diez más barrocos; una sacristía de estilo renacentista; un original órgano exento, del siglo XVIII; una pila de bautismo y otras dos de agua bendita; un púlpito gótico-mudéjar de yesería con tornavoz igualmente ilustrado; más la reja del siglo XVI que cierra el presbiterio.

### Retablos

#### Retablo mayor

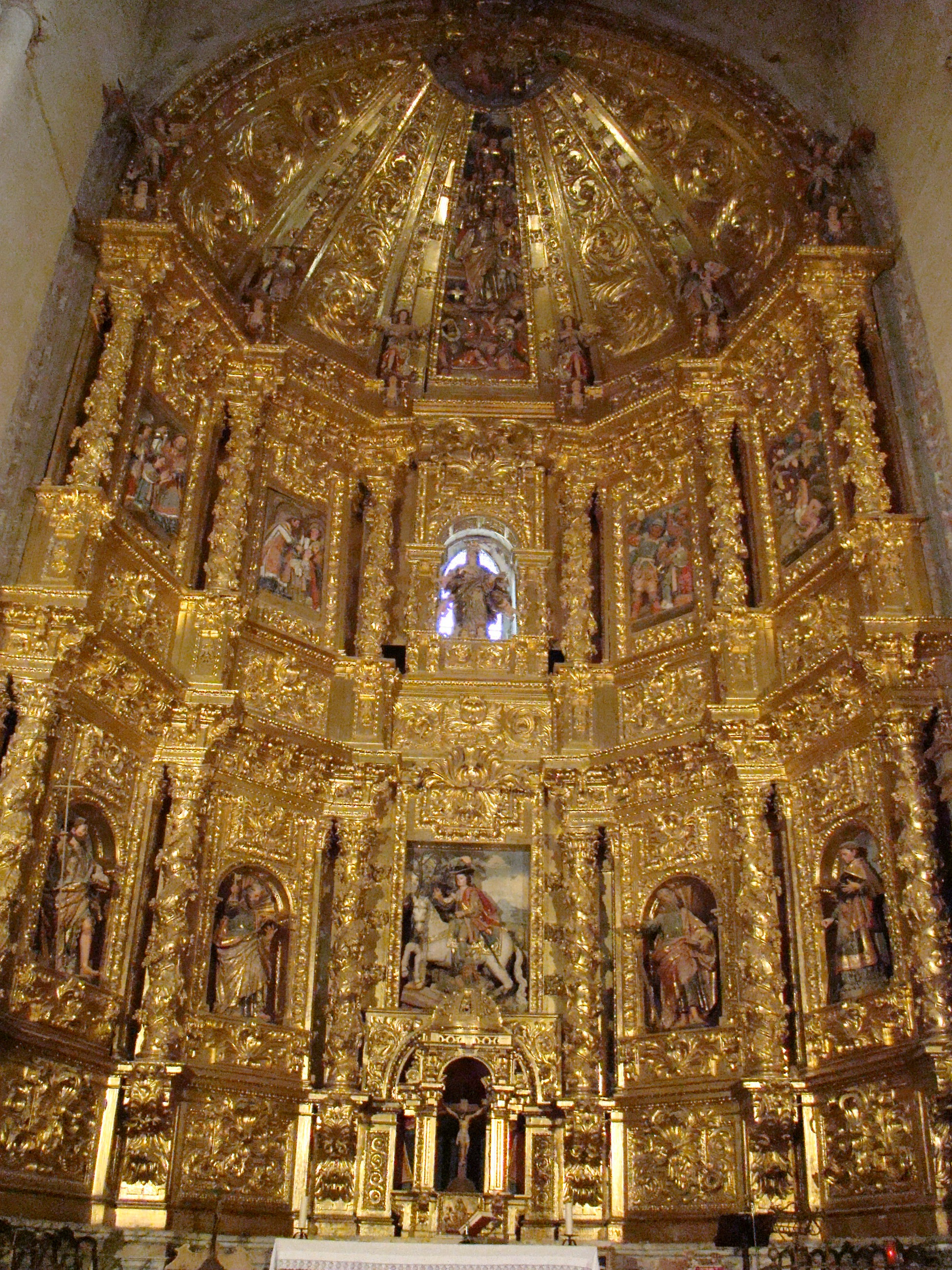
Retablo mayor

Es una obra barroca de 1691 del carpintero-ensamblador trasmerano Fernando de la Peña. Consta de cinco calles y dos cuerpos sobre banco. Fue dorado por los pintores Lorenzo Medina y Lucas de la Concha en 1705. Estructurado con columnas salomónicas que separan las cinco calles, adornadas con hojas de parra y pámpanos según costumbre de la simbología cristiana. Los capiteles son de orden corintio. Toda la decoración es barroca de gran riqueza ornamental.
En el primer cuerpo hay cinco esculturas en hornacinas; de izquierda a derecha están: san Juan Bautista, san Pedro, san Hipólito —en el centro porque es el patrono—, san Pablo y san Lorenzo. Más arriba y también en el centro, la Asunción y relieves de la vida de san Hipólito: bautismo, comunión, lapidación y martirio. Por encima hay una cornisa en la que se apoyan las figuras exentas de los arcángeles Miguel, Rafael y Gabriel acompañados de otros ángeles. Arriba en el semicírculo está representado el rey,  Fernando III el Santo, símbolo de la cristiandad que se encuentra representado en casi todos los templos de patronato real. A sus pies se ve el tema recurrente de los moros sometidos. En la cúspide y como es habitual se ve la figura de Dios Padre bendiciendo.

Detalles del retablo mayor
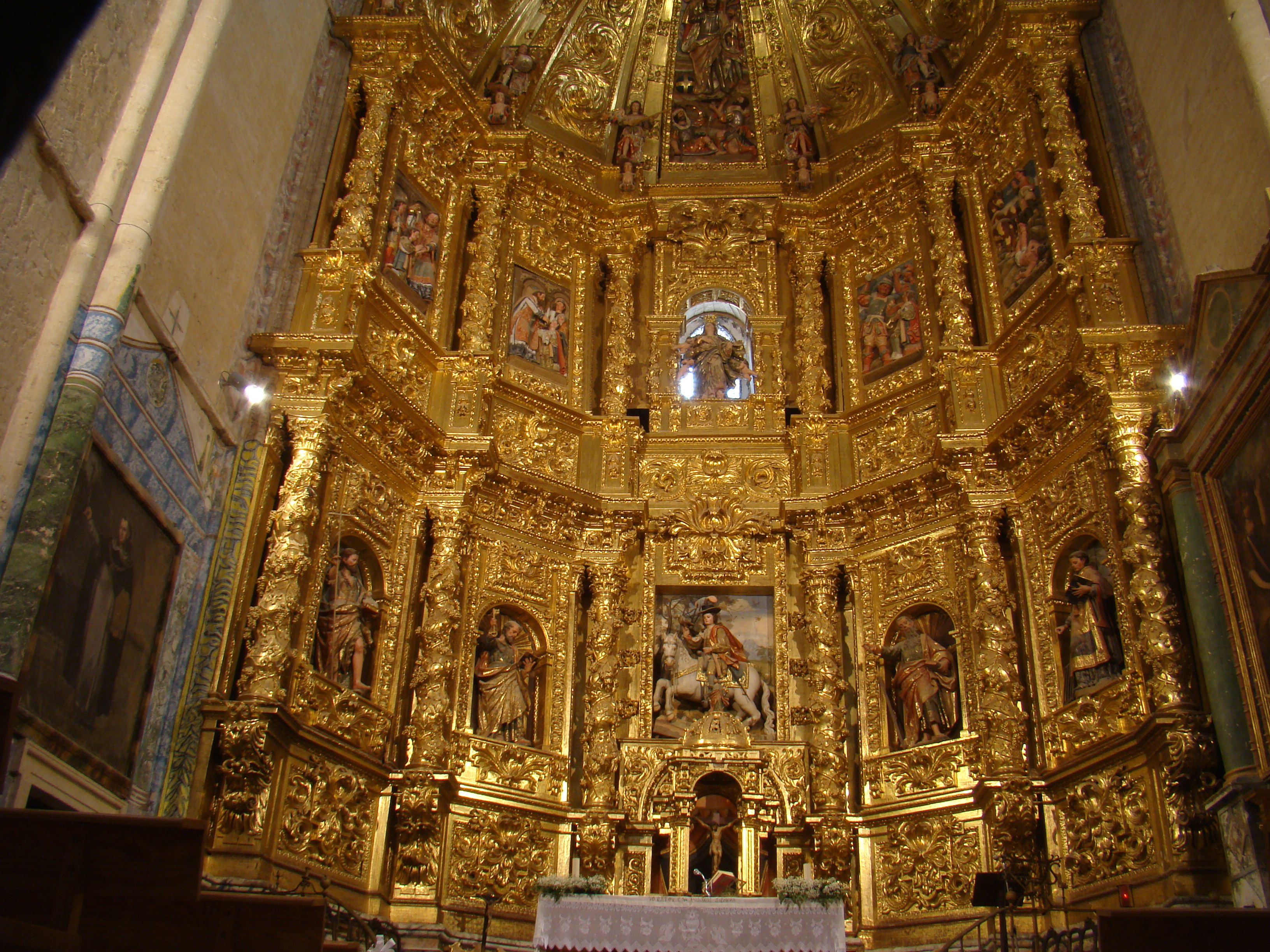
Detalle de dos  cuerpos. Se ve a san Juan Bautista, san Pedro, san Hipólito a caballo, san Pablo y san Lorenzo. Más arriba, la Asunción y relieves de la vida de san Hipólito. Por encima la cornisa con los arcángeles, y San Fernando.
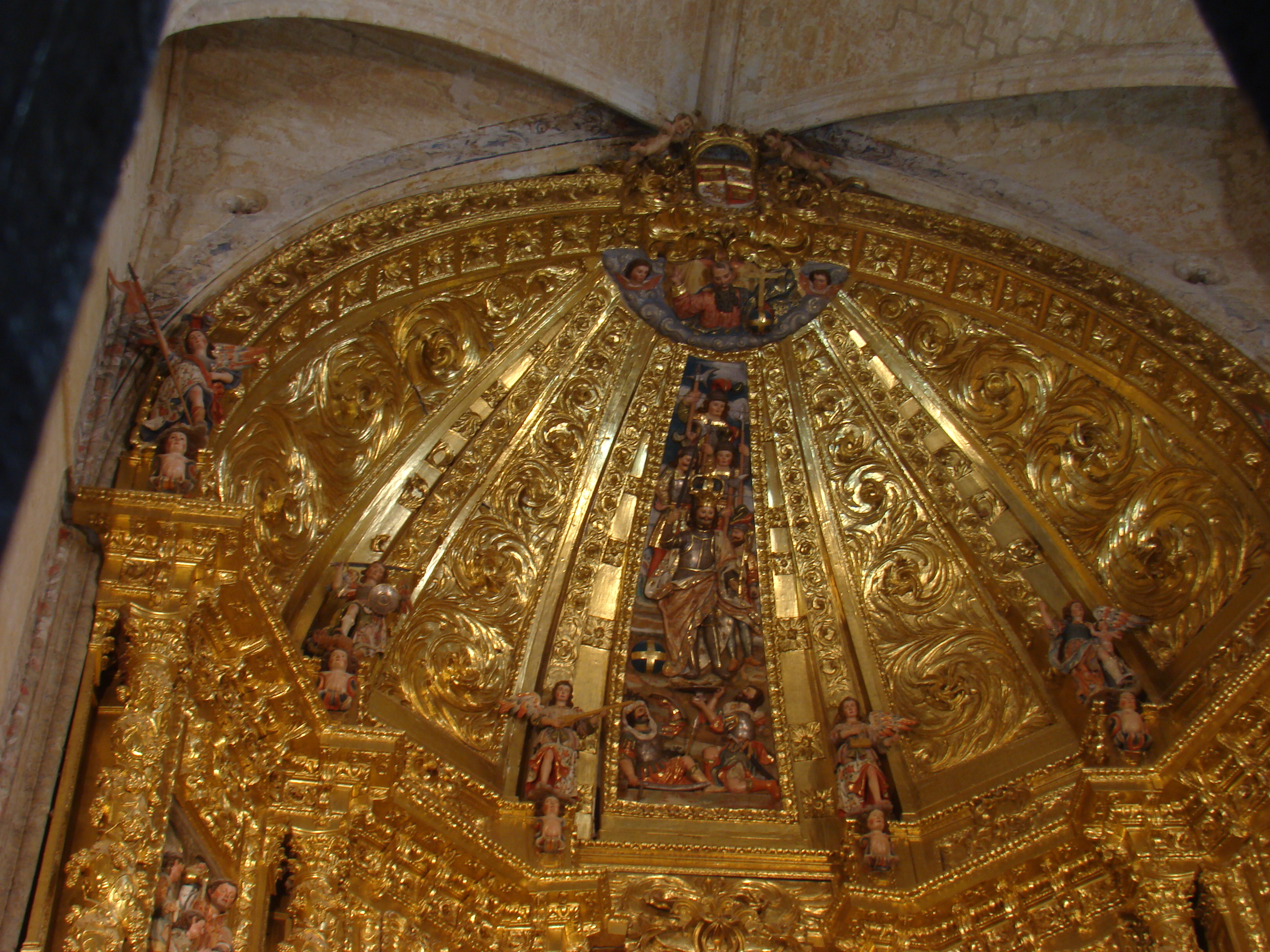
Semicírculo con la figura de Fernando III el Santo.
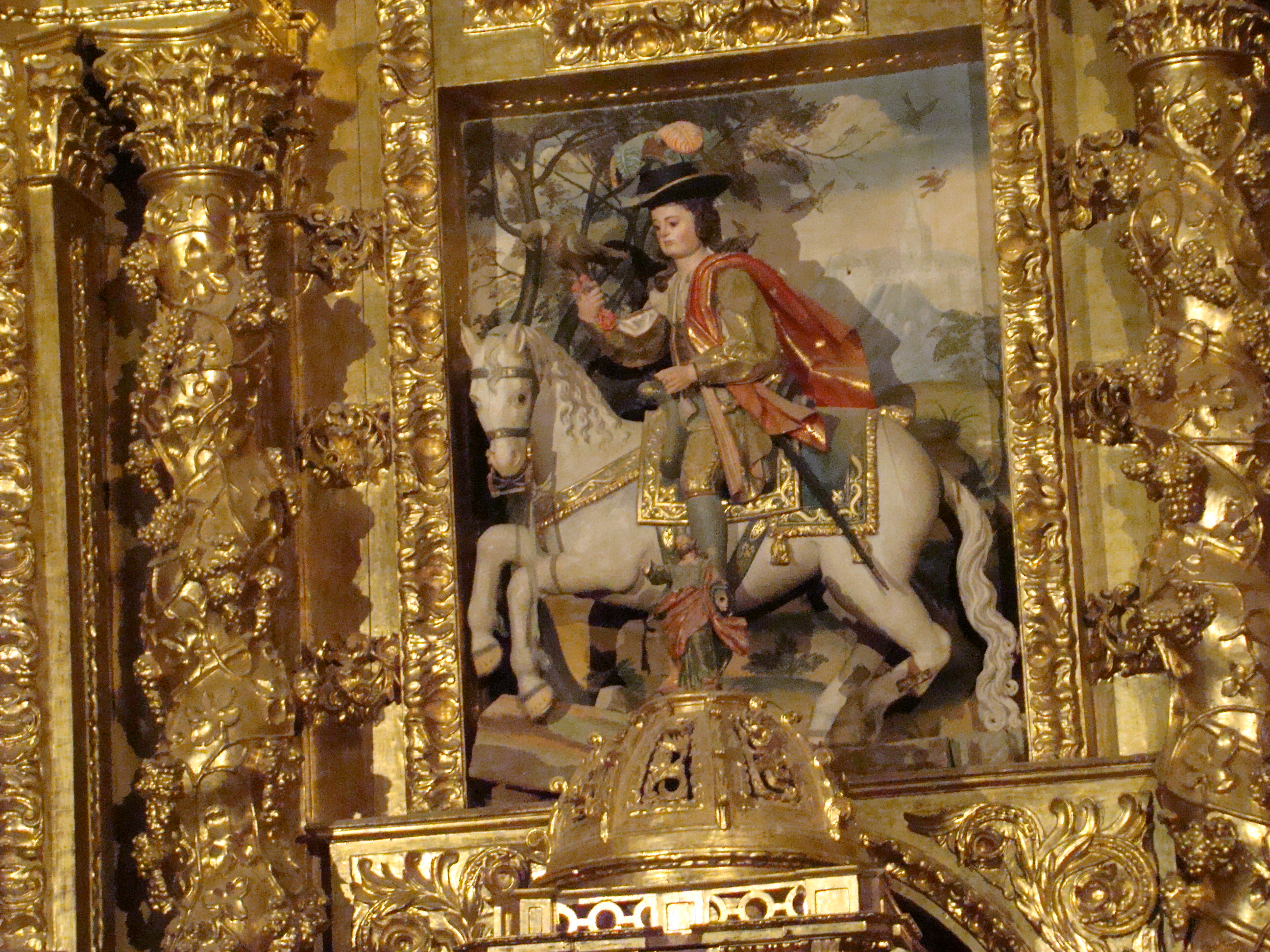
Detalle de san Hipólito entre columnas salomónicas.

El presbiterio se cierra con una reja del siglo XVI, obra de Francisco Osorno un herrero palentino. Se constata su nombre en el libro de cuentas de la iglesia donde se detallan los distintos pagos que se le fueron dando. La reja se colocó en su lugar el año 1565; su tracería es gótica y su decoración, plateresca. Consta de dos cuerpos separados por frisos adornados con tritones, hipogrifos, medallones con bustos y escudetes. Se conserva el dorado y la pintura. Los pilares verticales, contorneados, dividen la reja en tres calles; la central es más ancha y en ella se abre la puerta de acceso. El trabajo está realizado con la ayuda de abrazaderas y grapas, sin soldaduras.
El coronamiento horizontal, llamado crestería, está muy decorado. En el centro se ve el escudo real de Felipe II dentro de un círculo laureado, todo ello rodeado por figuras de putti, quimera, grifos e hipogrifos. El remate central es un crucifijo. En cada centro de las calles laterales hay un medallón entre espirales, uno de los cuales representa a san Hipólito.

Detalles de la reja
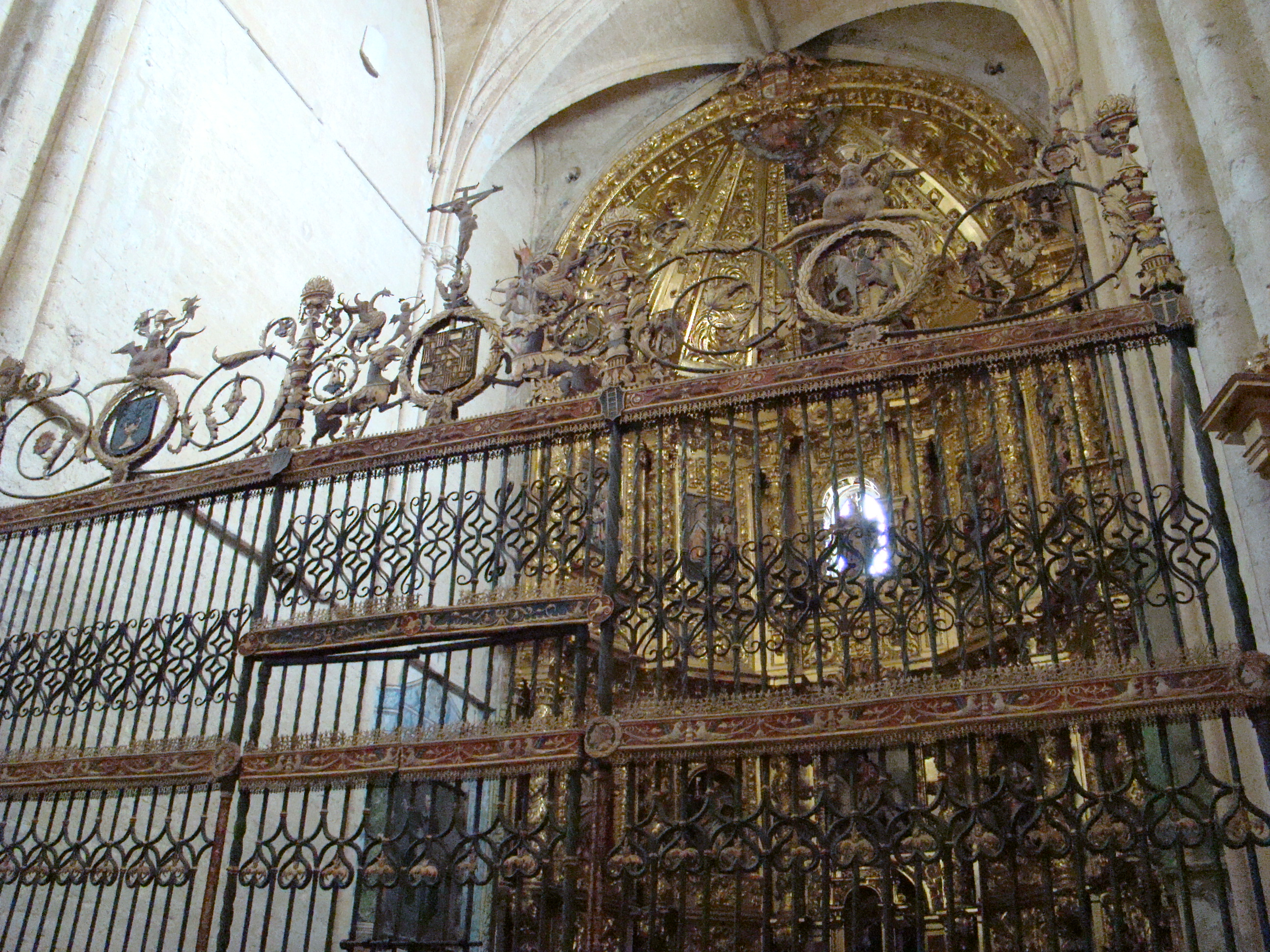
Detalle de la reja y la crestería.
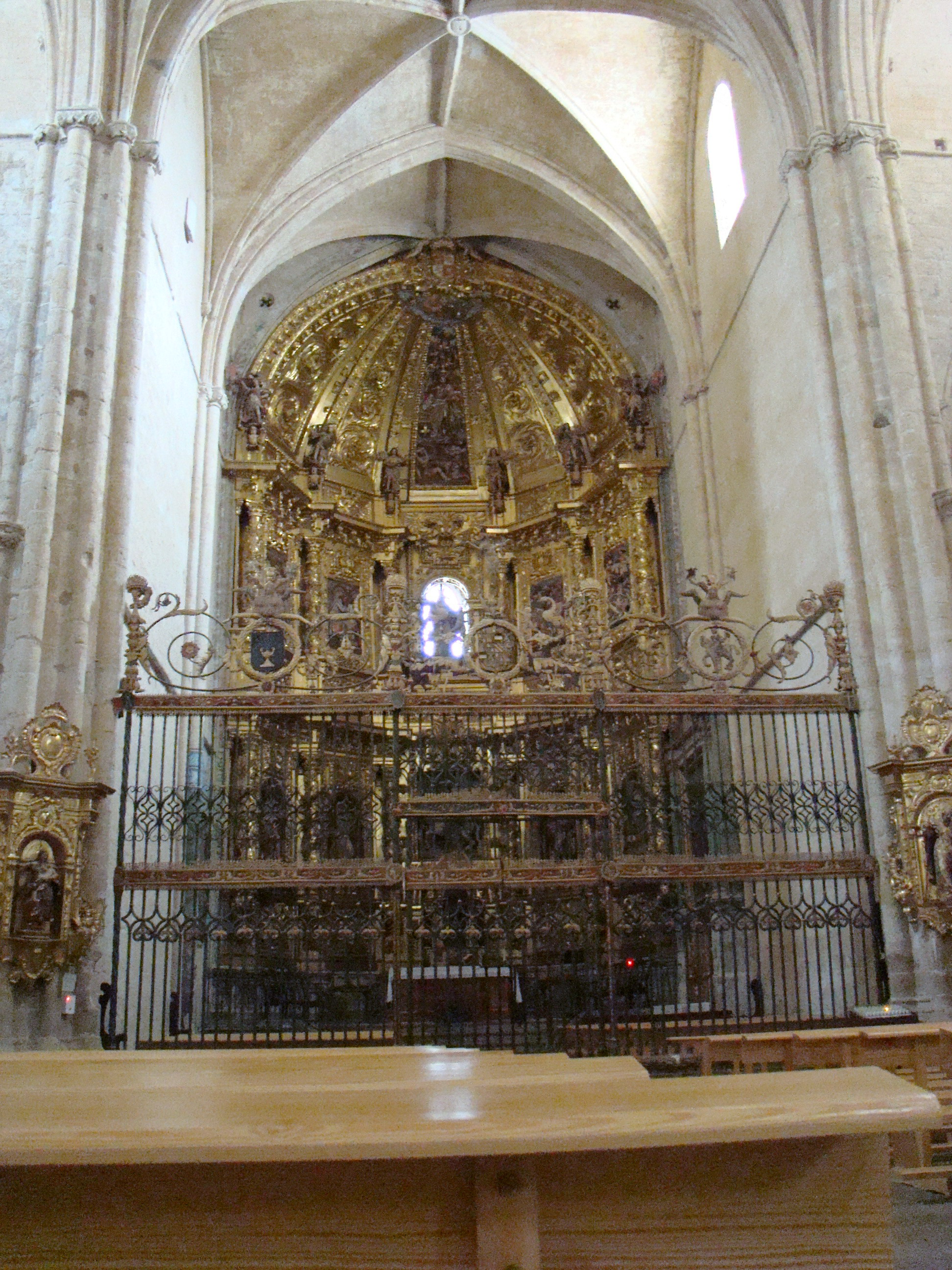
La reja cerrando el presbiterio.
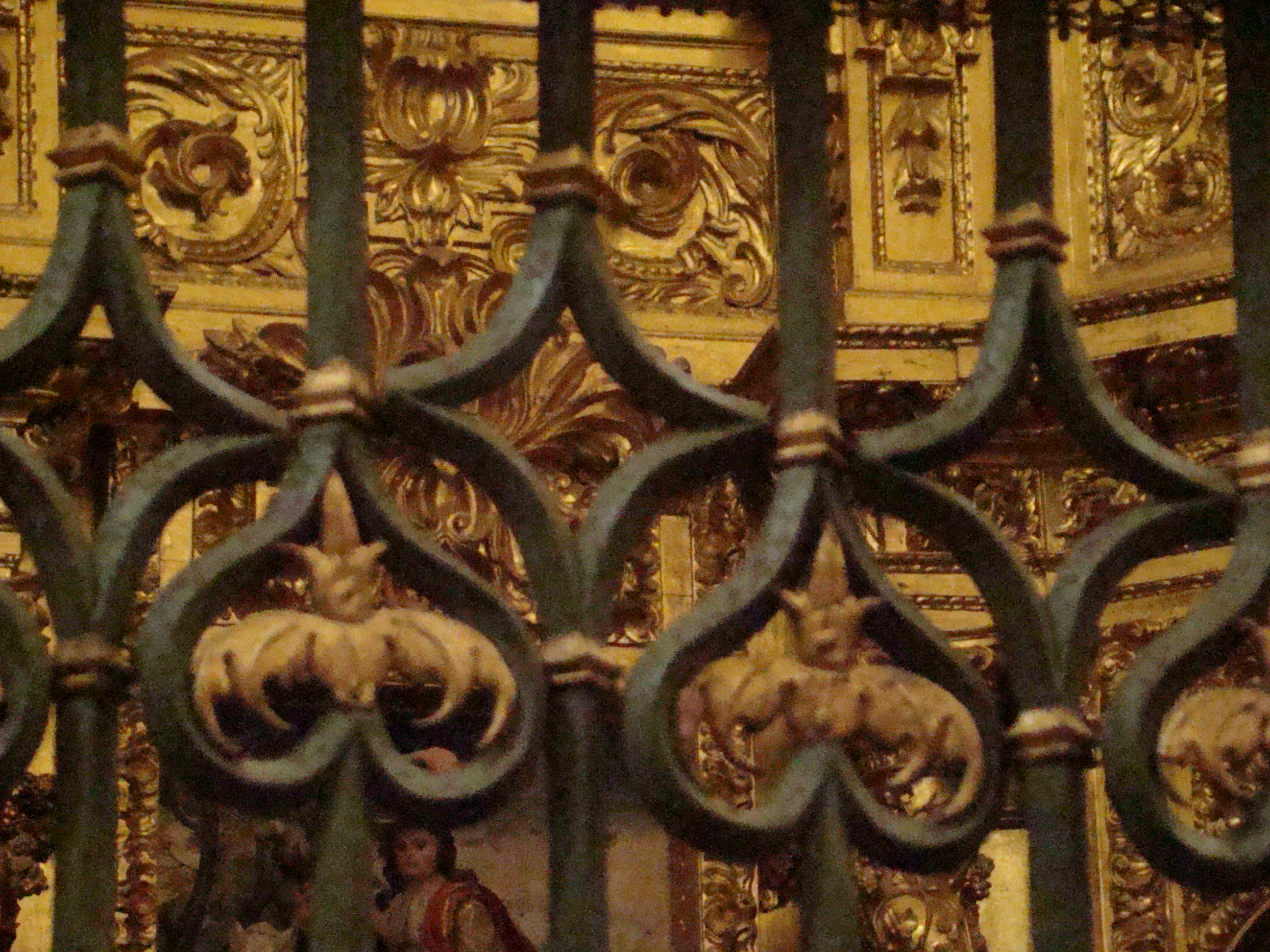
Detalle de las abrazaderas.

#### Retablo de san Juan Bautista

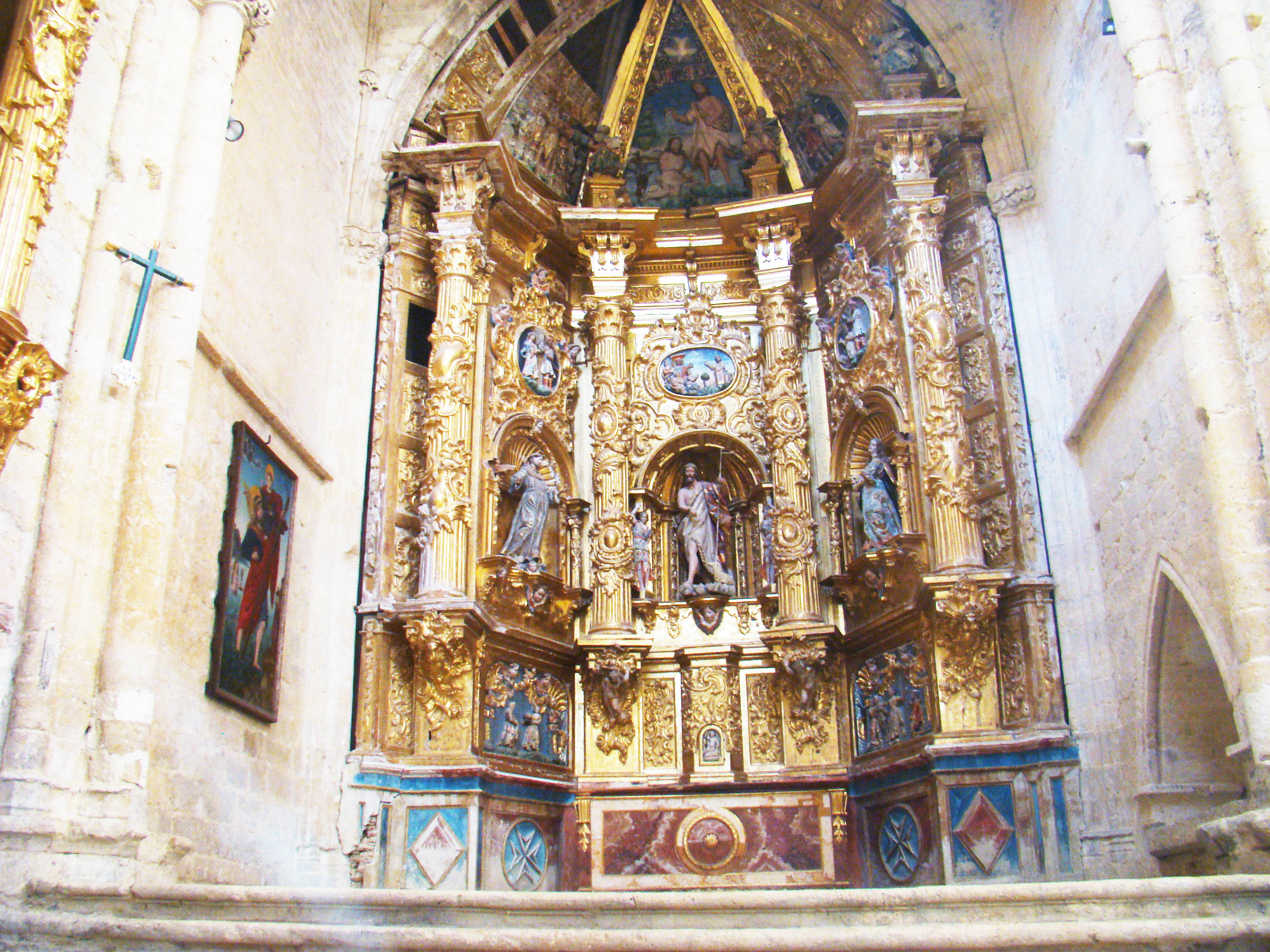
Retablo de san Juan Bautista.

Está colocado en la nave del Evangelio, adaptado a un hueco ojival. Consta de banco más un cuerpo que ocupa toda la obra y un remate final en triángulo redondeado. Verticalmente se divide en tres calles separadas por cuatro columnas estriadas, con decoración barroca en sus fustes y con capiteles corintios. El sagrario está situado como es costumbre en el centro del banco y a sus laterales se ven dos relieves de buena talla, uno con el baile de Salomé y otro con la escena de la entrega de la cabeza de Juan el Bautista a Herodías. La escultura principal, la de Juan el Bautista, se sitúa en el centro dentro de una hornacina flanqueada por cariátides. En las calles laterales y con un fondo de venera están las esculturas de san Antonio y la Magdalena. Por encima de estas tres tallas hay tres medallones con escenas del santo titular. Arriba en el arquitrabe hay unos pedestales y sobre ellos tres de los evangelistas (el izquierdo está vacío). Todo el conjunto se remata con un relieve del bautismo de Jesús; más arriba en el vértice está la figura del Padre Eterno. Las esculturas exentas están realizadas en madera de pino y son de autor desconocido. La arquitectura del retablo es de Bernabé López de 1757 y el dorado corresponde a José Benito Bravo, en 1762.

#### Retablo de Nuestra Señora de la Soledad

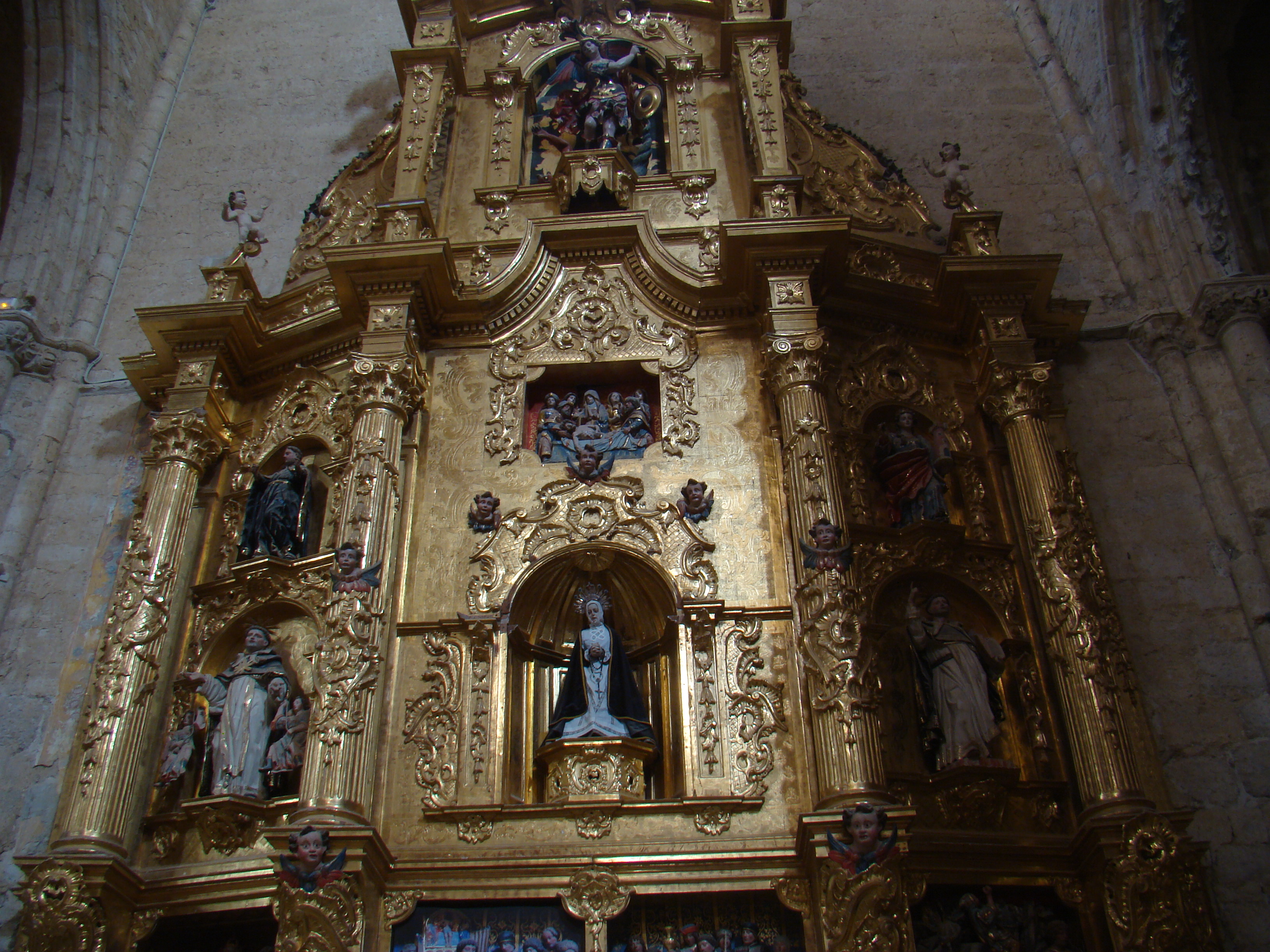
Retablo de la Virgen de la Soledad.

Está situado en esta misma nave del Evangelio. Consta de banco, un solo cuerpo y tres calles, todo rematado por un ático que contiene la imagen del arcángel Miguel dentro de una hornacina. La parte más interesante del retablo es el banco donde se hallan cuatro relieves renacentistas que proceden del antiguo retablo mayor, sustituido por el actual barroco. Los relieves representan escenas de la vida de san Hipólito: bautismo, comunión, flagelación y martirio. La obra escultórica se atribuye a Francisco de Colonia. En la calle central está colocada la imagen de vestir de la Soledad que da nombre al retablo y en otras hornacinas están las esculturas exentas de santo Tomás de Aquino, san Vicente Ferrer y santa Bárbara.

Detalles del retablo de Nuestra Señora de la Soledad
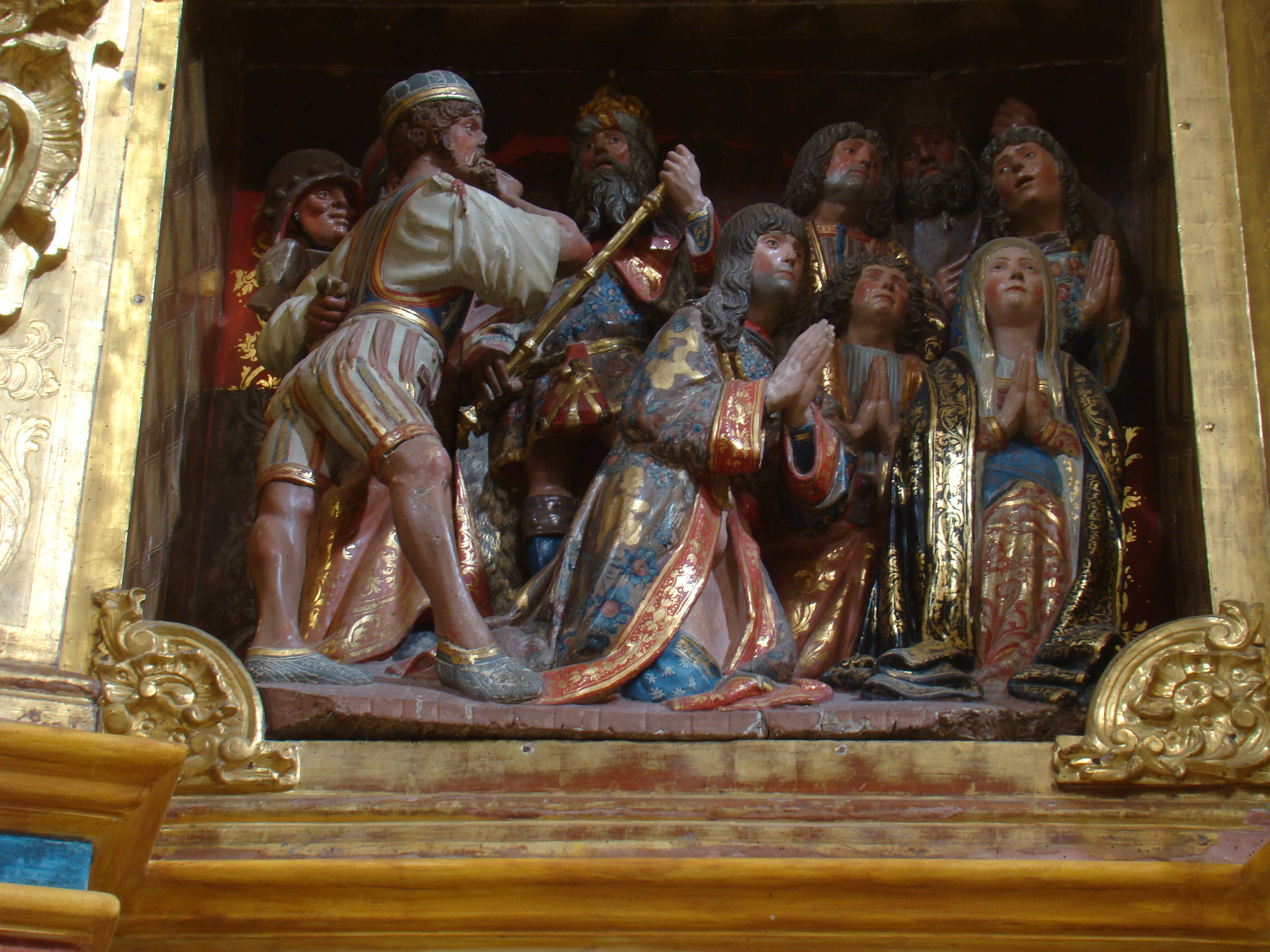
Flagelación de san Hipólito en la predela.
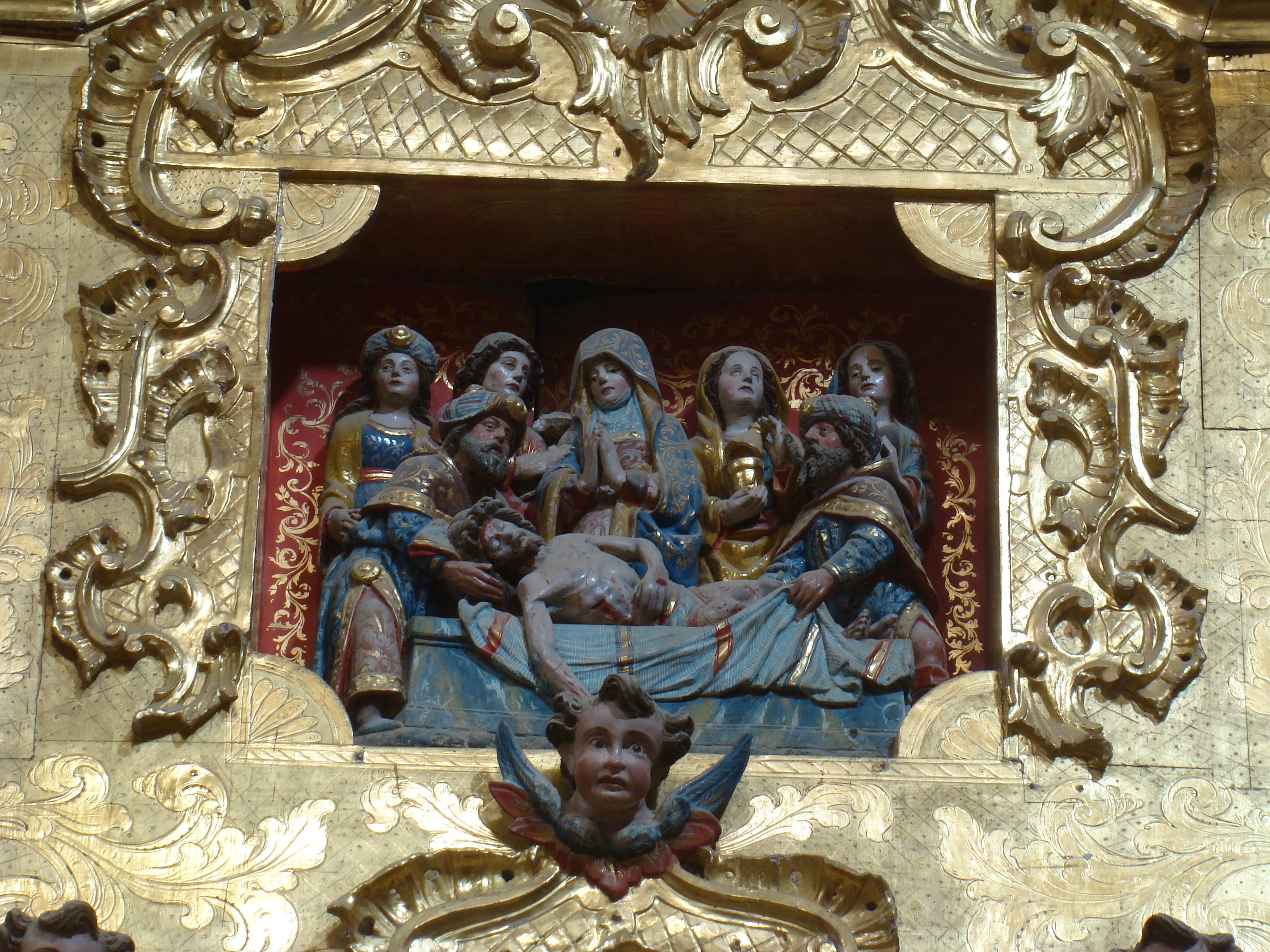
Piedad en la calle central.
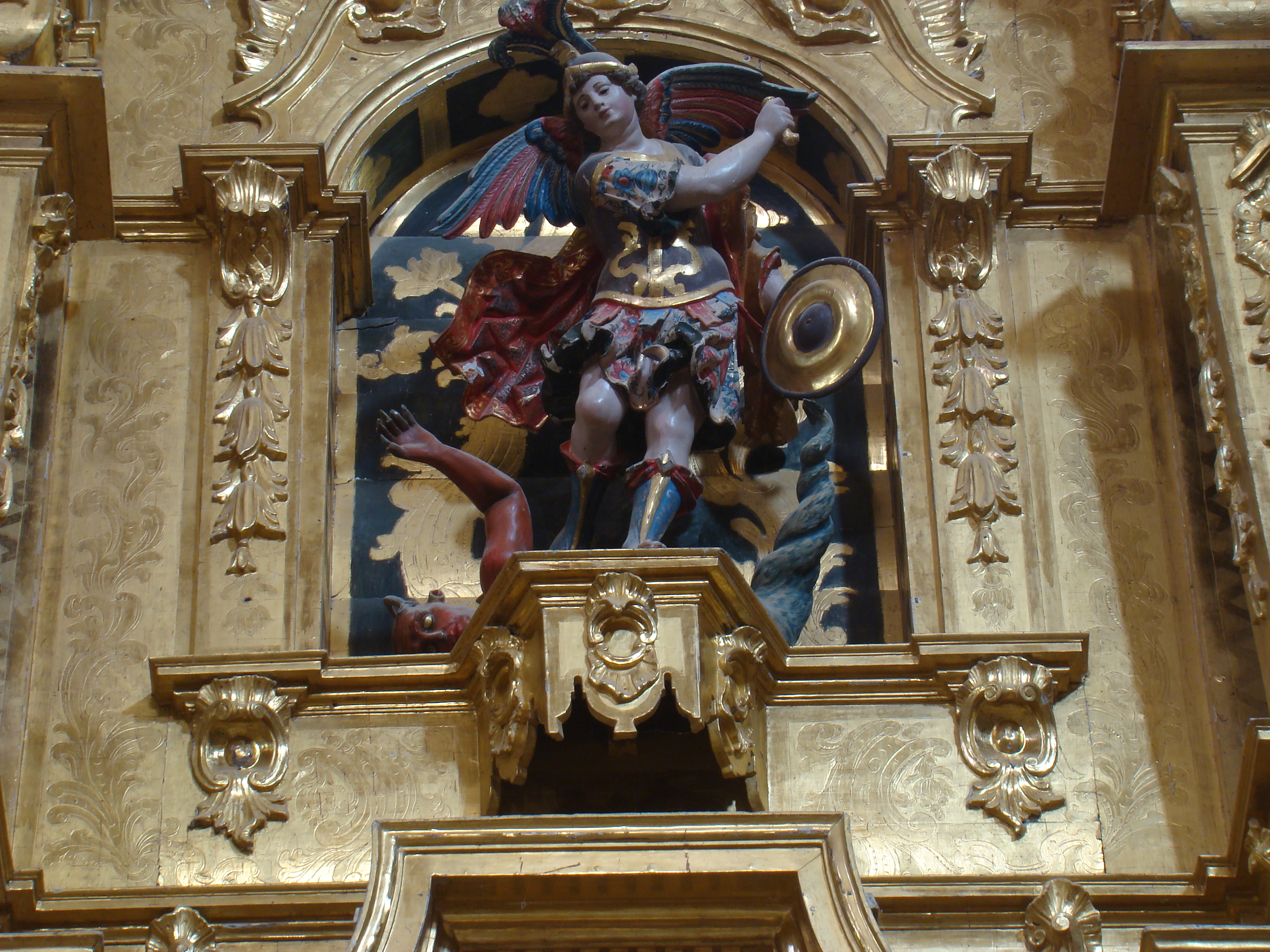
San Miguel en el ático.

#### Retablo de la Virgen del Populo

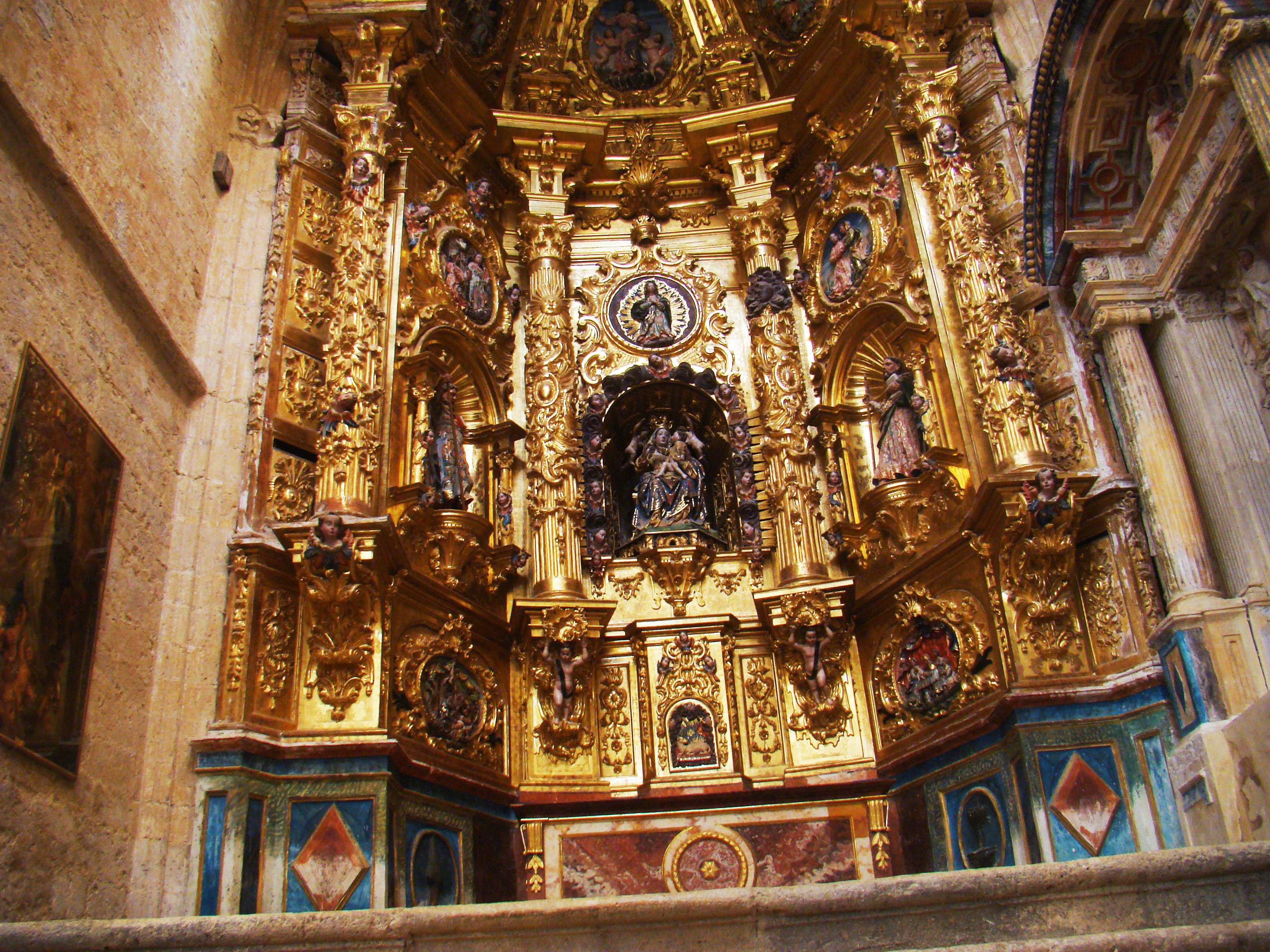
Retablo de la Virgen del Populo.

Está situado en la nave de la Epístola muy cerca del altar mayor. Es de estilo barroco, obra de Francisco Tejedor dorado por José Benito Bravo. Consta de banco, un solo cuerpo, tres calles y guardapolvos laterales. El retablo está dedicado a la vida de la Virgen cuyas escenas se reparten en ocho relieves policromados. En la calle central y en lugar preferente está la talla renacentista del siglo XVI de la Virgen con el Niño, atribuida a la escuela de Gil de Siloé. En las calles laterales están colocadas las esculturas de Santiago y san Bartolomé.

#### Retablo del Santo Cristo o del Miserere
Está en la nave de la Epístola a continuación del retablo de la Virgen del Populo. De estilo barroco, realizado por Tomás Prieto y dorado por Francisco de Zorrilla. Consta de banco, un solo cuerpo, tres calles y un gran ático. El banco o predela está decorado con cuatro relieves barrocos con escenas de la Pasión. En las calles laterales hay cuatro esculturas de santos jesuitas. En la calle central y en lugar preferente hay un Calvario del siglo XVI, anónimo, de buena talla y ricamente policromado y estofado. El fondo es un paisaje pintado. Más arriba se ve un medallón barroco con la escena de la oración en el huerto. En el ático se destaca la escultura de san Rafael, en hornacina, con los atributos del pez, bordón de peregrino y conchas jacobeas.

Detalles del retablo del Santo Cristo o de Miserere
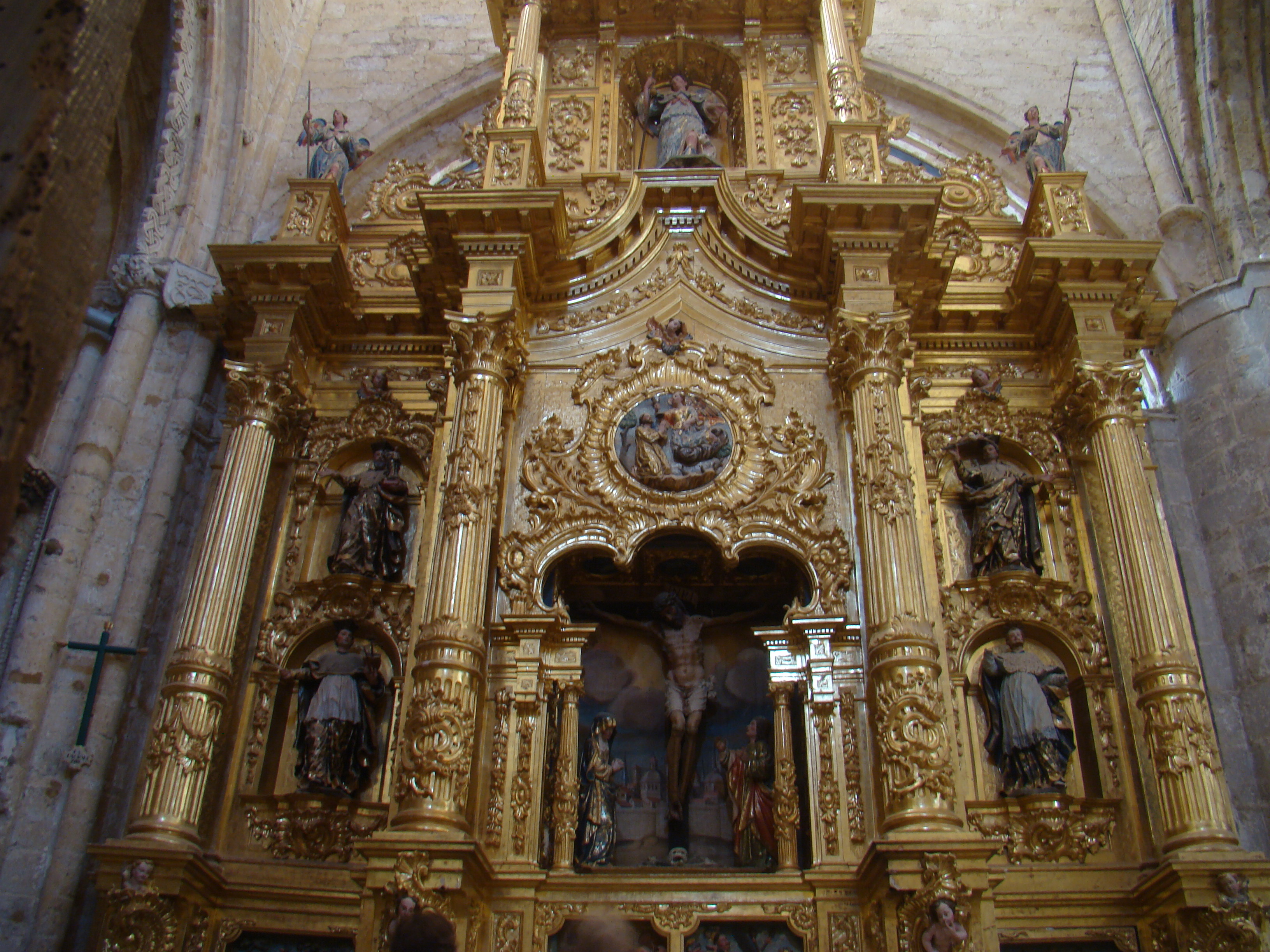
Retablo del Cristo: Calvario, medallón de la oración en el huerto y cuatro santos jesuitas.
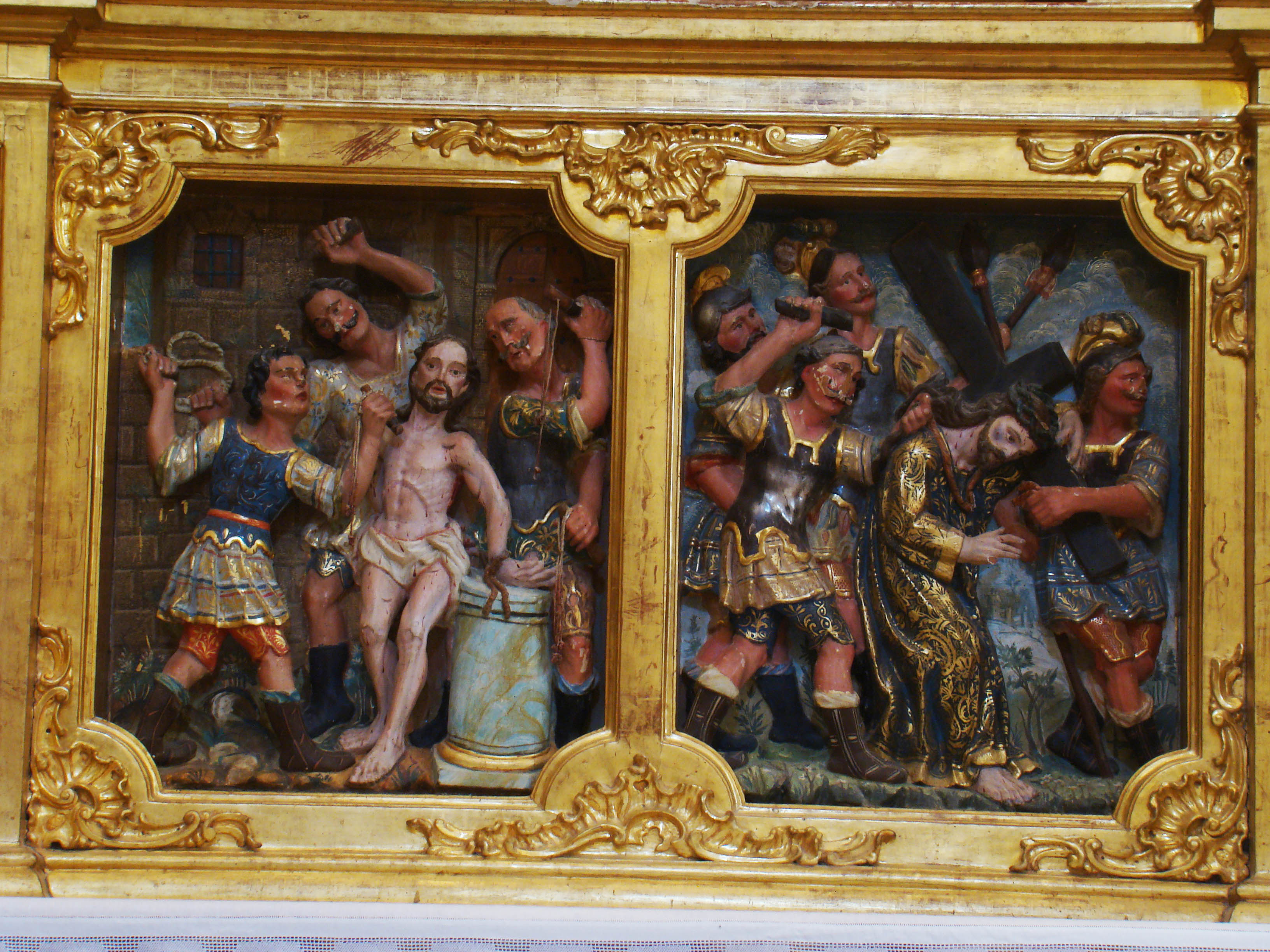
Escena de la Pasión en la predela.
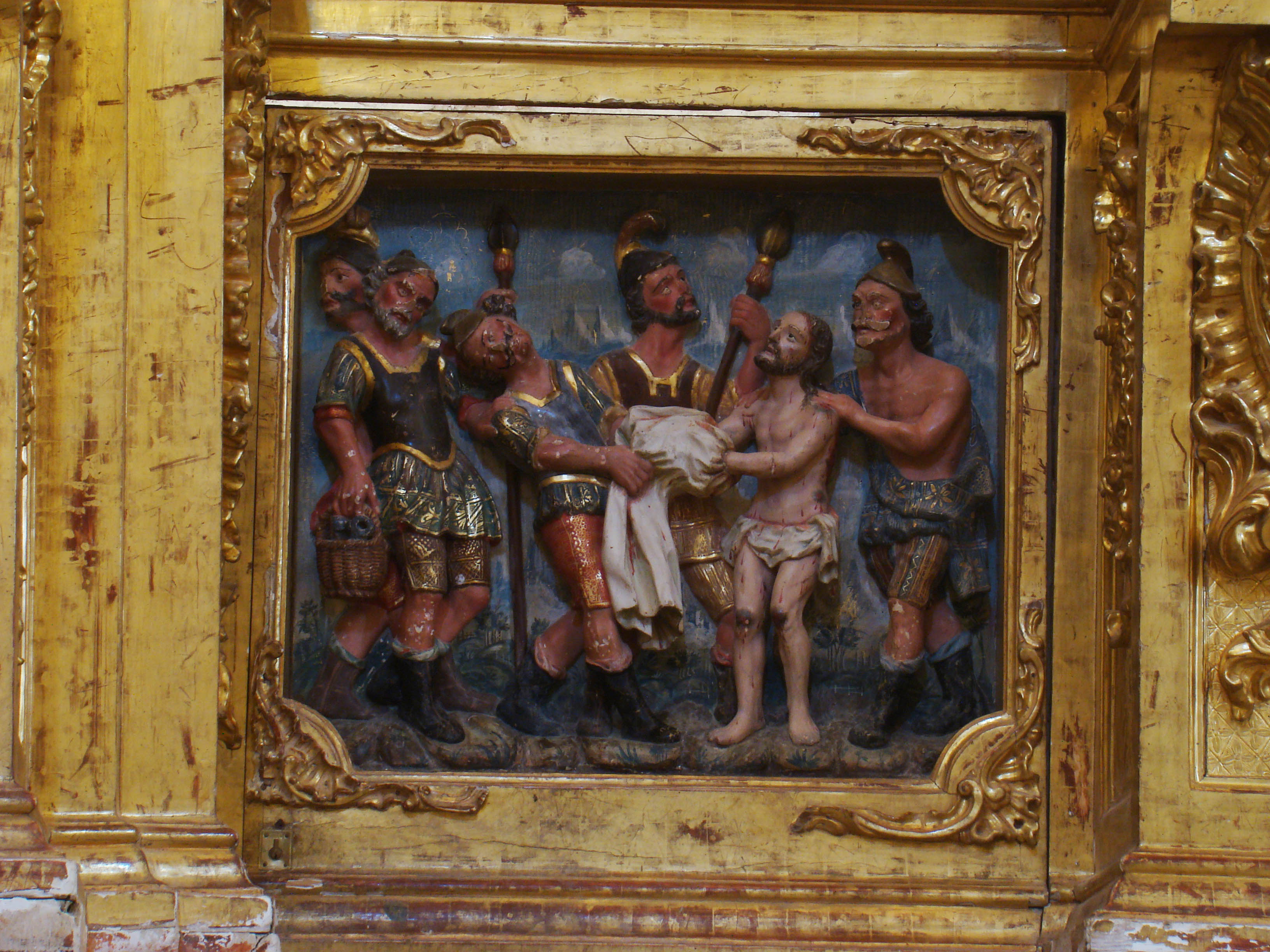
Escena de la Pasión en la predela.
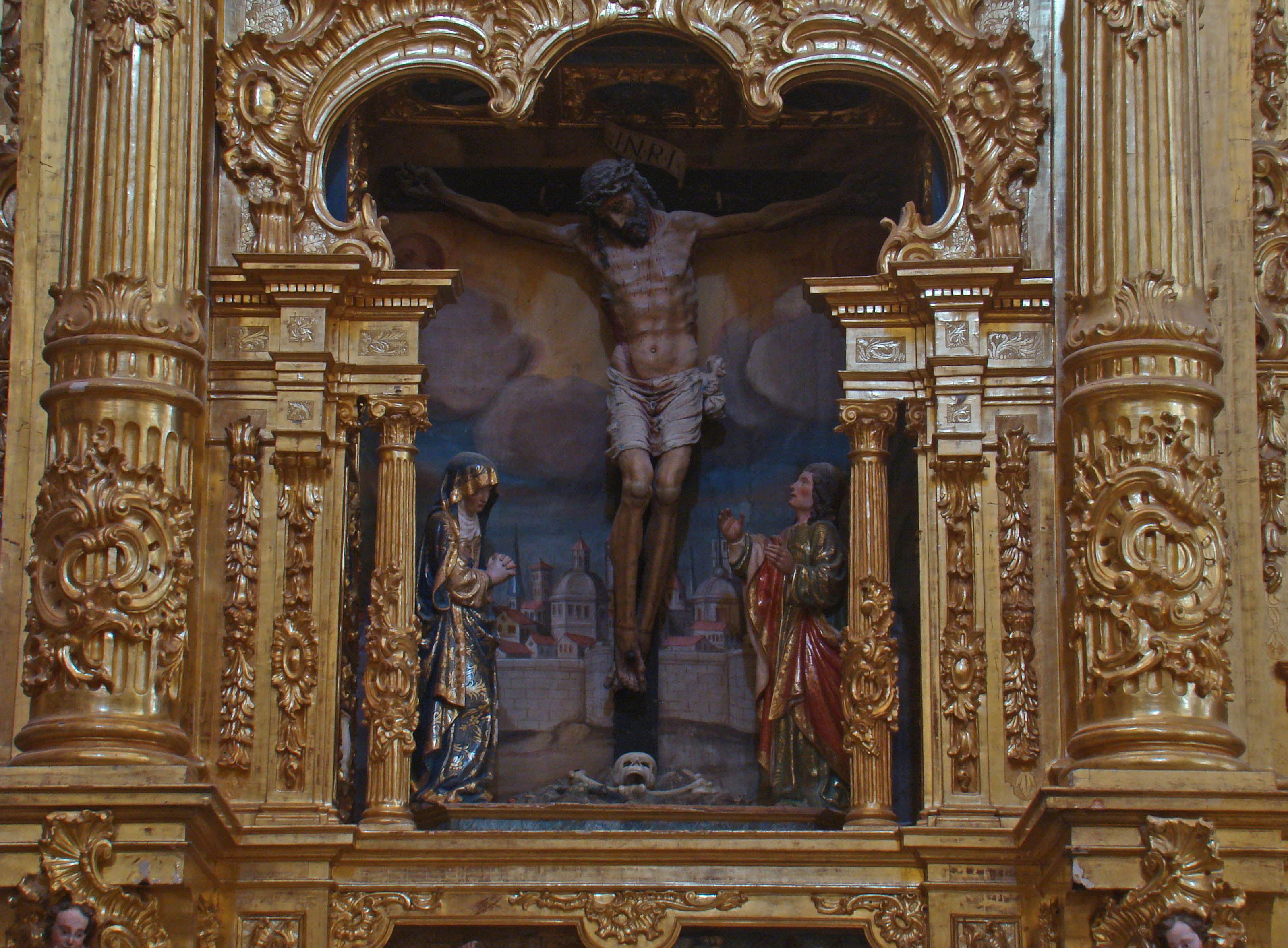
Detalle del Calvario del Santo Cristo o Miserere.

#### Otros retablos
Existen otros muchos retablos menores repartidos por todo el templo. Son dignos de mención el de la Virgen del Rosario (neoclásico del XVIII), retablo relicario de san Hipólito (barroco del XVIII), retablo de la Inmaculada (del XVIII).

### Sacristía
La sacristía se encuentra en un espacio adosado a la cabecera. Es renacentista, de planta cuadrada y bóveda sobre pechinas. En los cuatro ángulos del cuadrado se ven las esculturas barrocas de Jeremías, Isaías, Moisés y el Rey David, con las cartelas que llevan sus respectivos nombras, hechas en madera de pino policromada.
Está amueblada con una buena cajonería de nogal del siglo XVIII con relieves que narran la vida de san Hipólito y de la Virgen. Sobre los muros hay una gran colección de cuadros barrocos del siglo XVIII. La sacristía atesora indumentaria litúrgica con buenos bordados realizados por un bordador que tenía su taller en Támara. Hay casullas, ternos, capotillos. Algunas de estas vestimentas antiguas se usan en las ceremonias litúrgicas cada 13 de agosto que es el día de la fiesta.
Se conserva también orfebrería valiosa: custodia del siglo XV, de plata sobredorada, ejemplar gótico muy valorado procedente de los talleres de Burgos; cruz parroquial de 1500, de plata sobredorada, también de Burgos.

### Coro

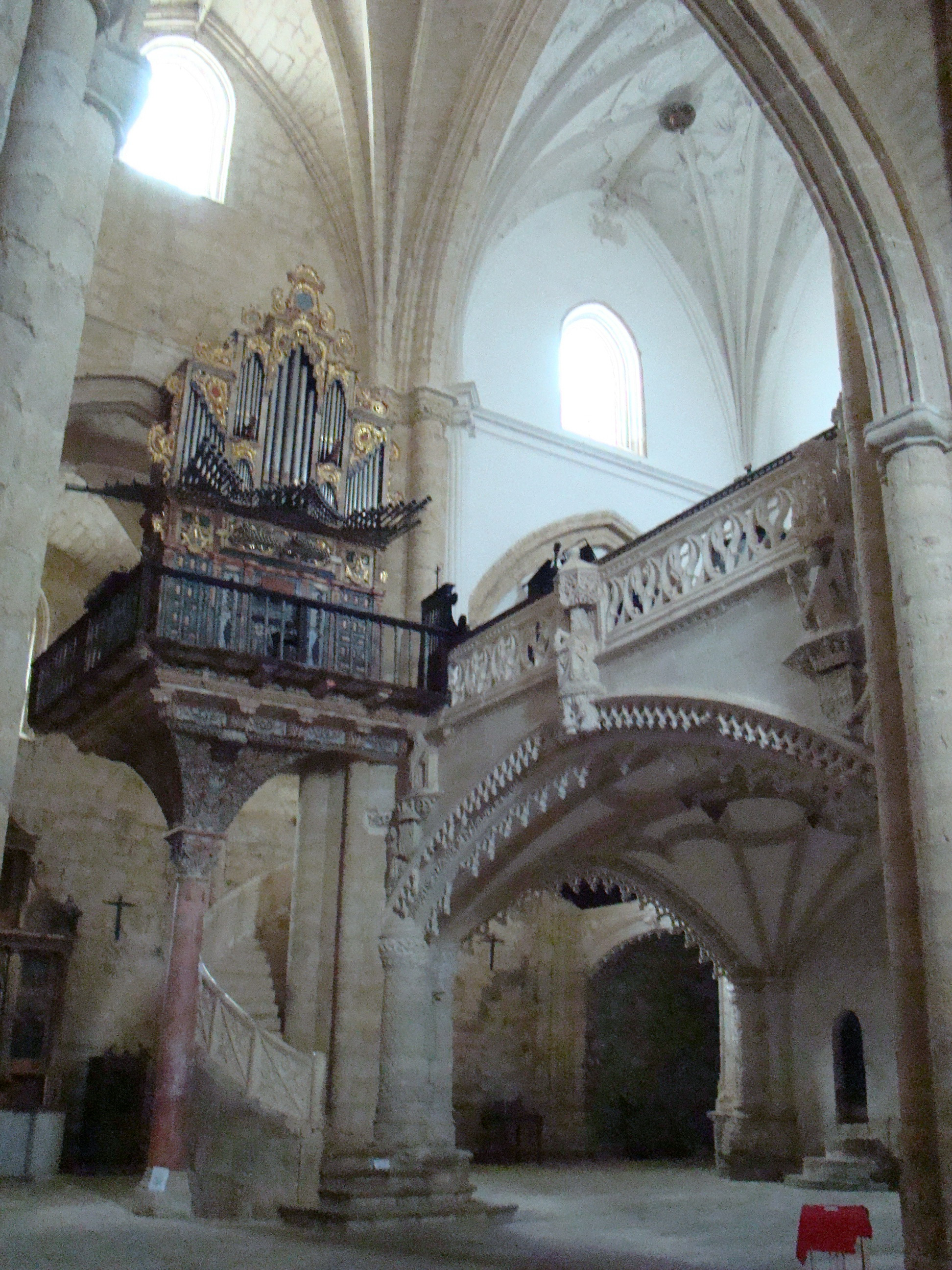
Vista del coro alto, el sotocoro y la columna que sustenta el órgano

El coro alto en el segundo tramo de la nave central, tras la torre vieja, se construyó en estilo gótico florido del siglo XV. Su estructura se apoya sobre columnas decoradas con temas vegetales que a su vez soportan arcos escarzanos. Dichos arcos están decorados con racimos y hojas de parra como corresponde a la tradicional simbología cristiana.  A un lado y al otro del coro están esculpidas exentas las figuras de 11 apóstoles (falta 1 en el acceso al coro), en piedra, apoyadas en ménsulas y rematadas con doseletes. A sus costados hay ángeles tenantes que sujetan los escudos de Castilla y León, como símbolo de la batalla de Tamarón (1037). En el frente la decoración es menos profusa; presenta una Anunciación y un Dios Padre en el centro en actitud de bendecir, y ángeles con los correspondientes escudos de Castilla y León. El sotocoro tiene bóveda estrellada y su clave está adornada con un escudo de los Reyes Católicos. Se sube al rellano del coro por una escalera de caracol pegada a una columna.

Detalles del coro
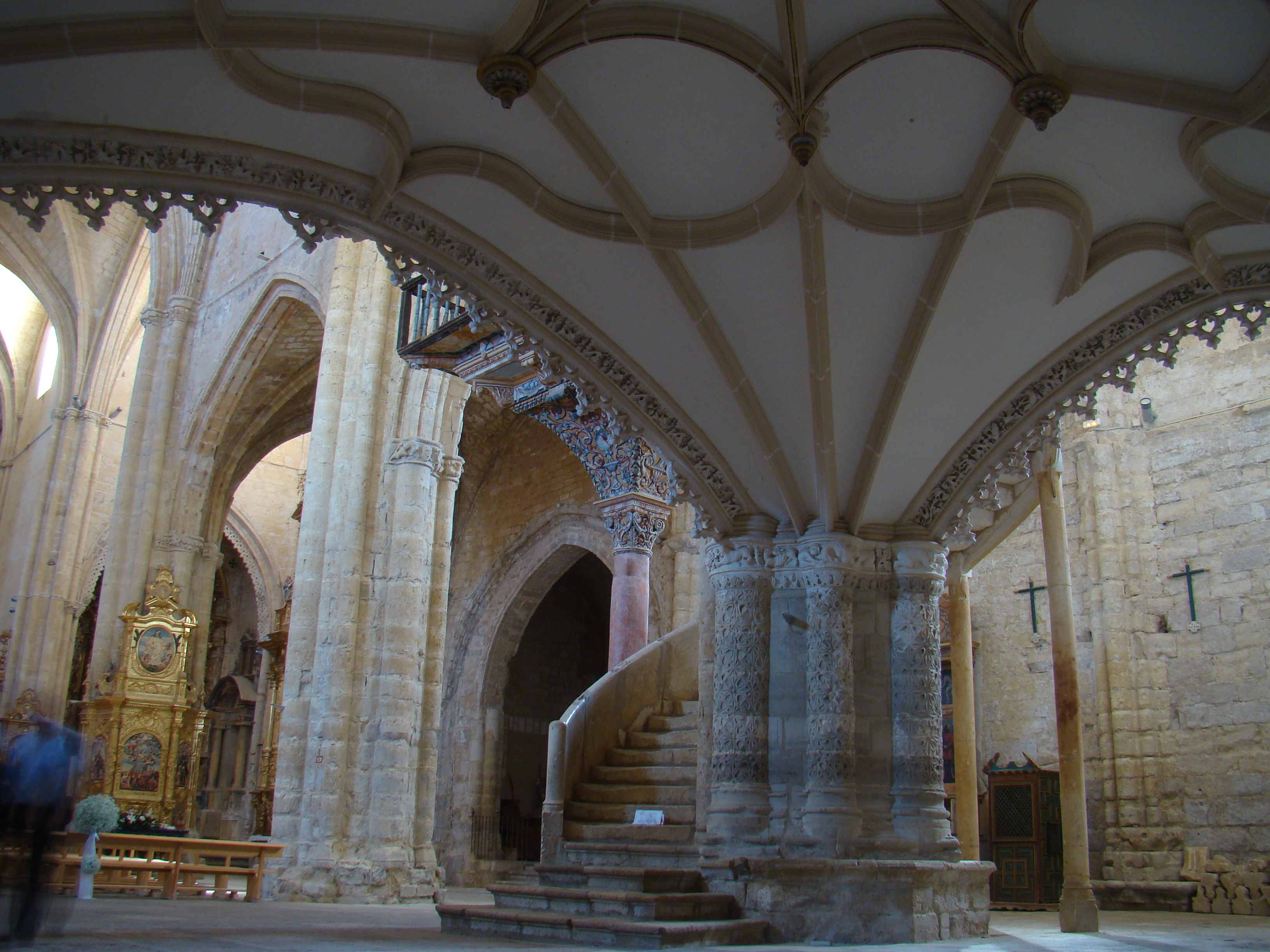
Gruesas columnas que sustentan el coro. En la bóveda del sotocoro se detectan los pinjantes. Se ve la escalera de acceso al coro.
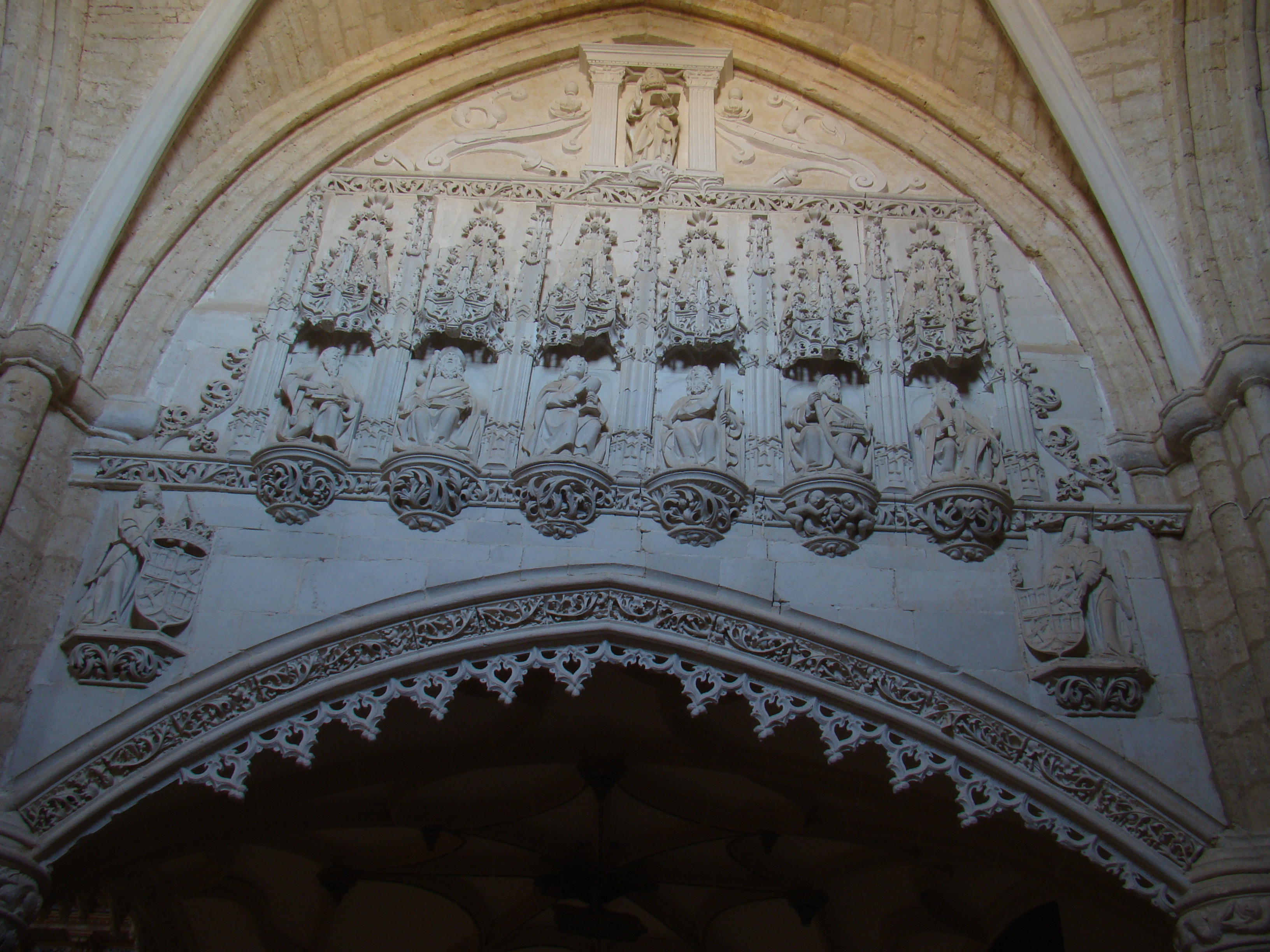
Lateral del coro con las figuras de los apóstoles.
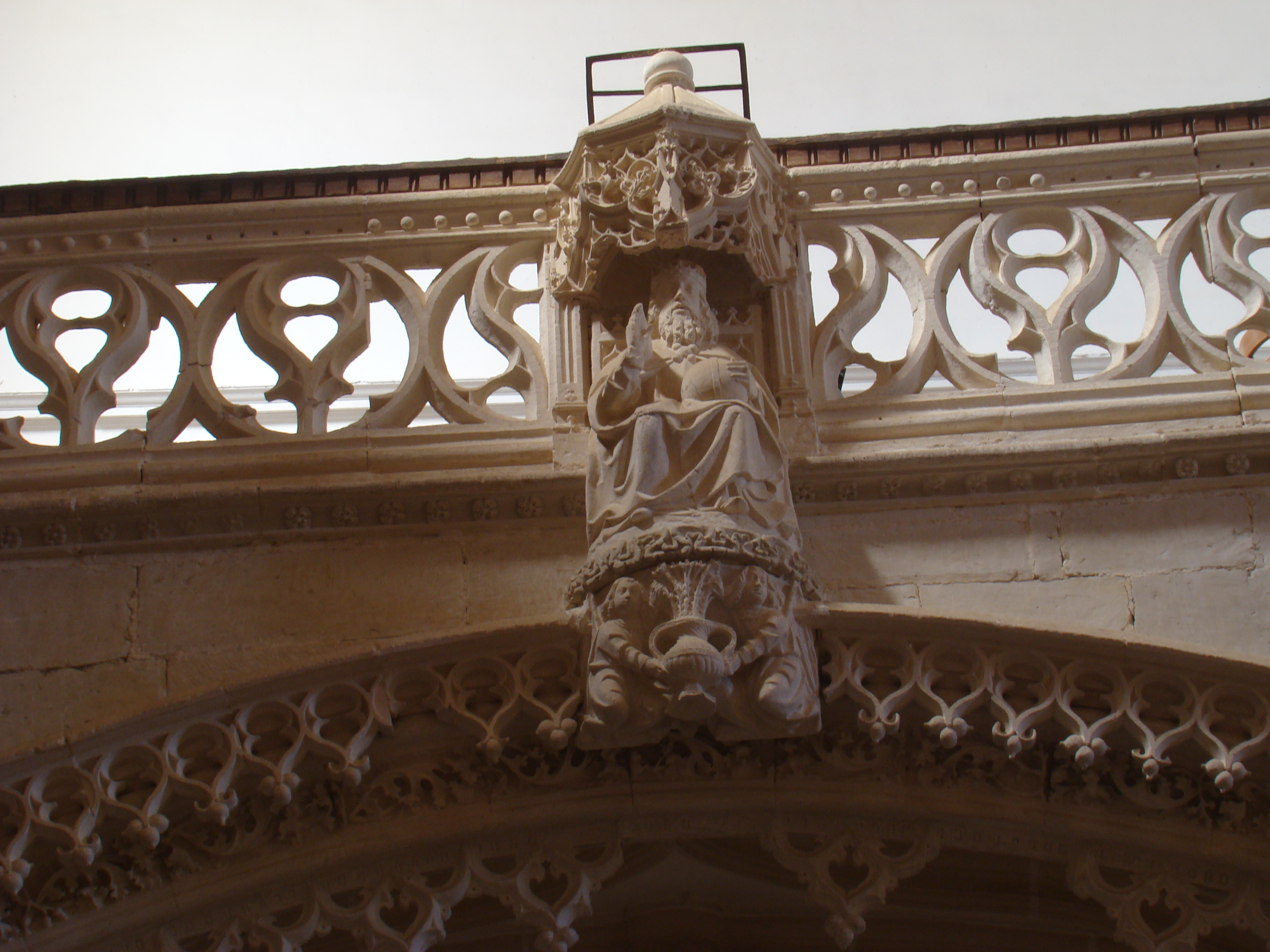
Frente del coro con la figura de Dios Padre bendiciendo.
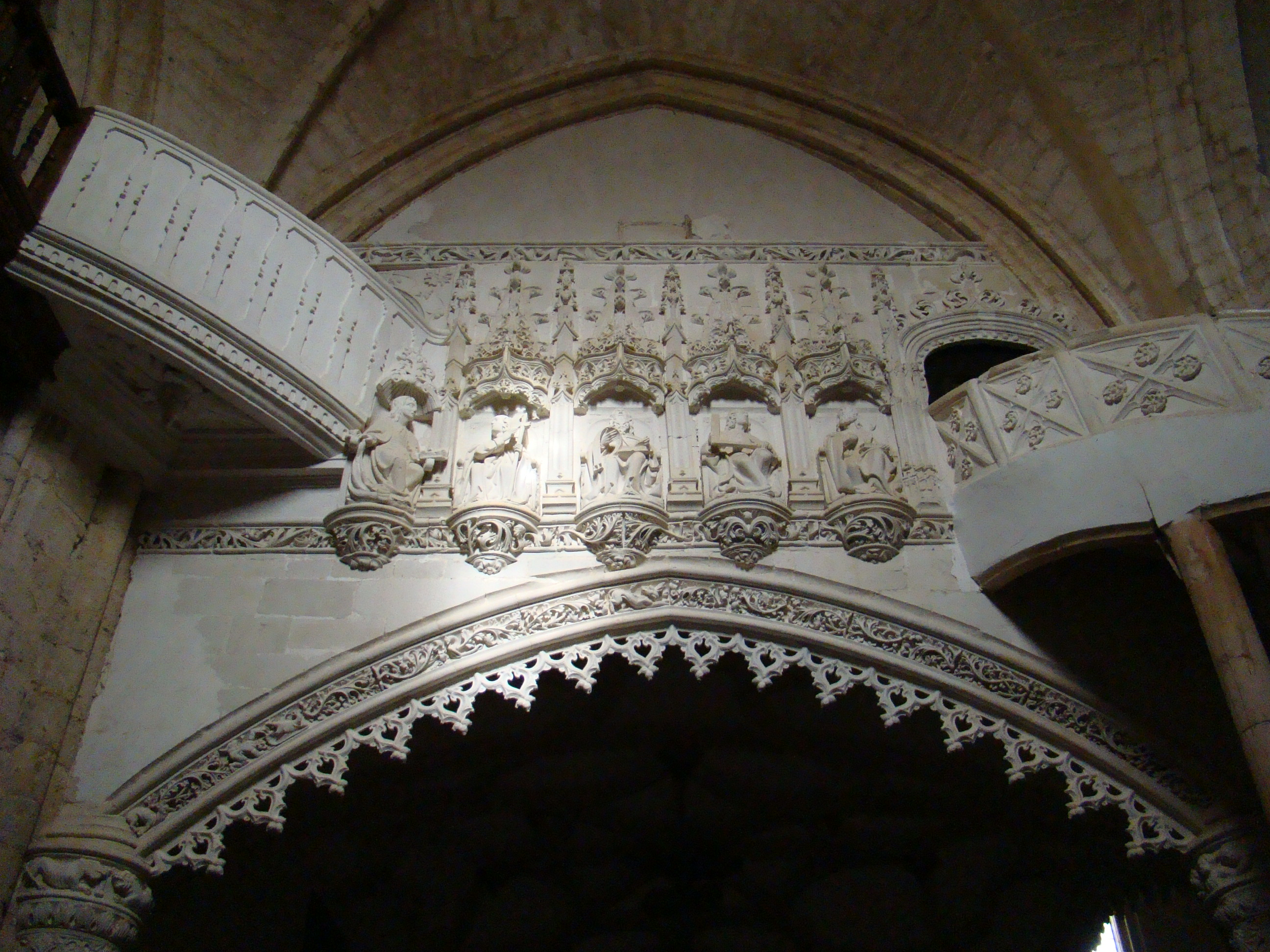
Detalle del otro lateral del coro.

La sillería data de 1585 y su autor fue Hernando de Nestosa. Consta de dos alturas y está rematado por una cornisa muy trabajada que presenta alternativamente  dos modelos de frontones: uno es redondeado, muy adornado con tallas figurativas y remate de pináculos; otro es triangular, menos decorado pero en su vértice sustenta las esculturas en madera de nogal de las Virtudes y los Apóstoles. En el sitial principal se talló un llamativo escudo de Felipe II. Los sillares llevan mucho trabajo de talla, en especial los remates de los brazos y las misericordias (muchas de ellas desaparecidas). Son veintinueve sillas en total. La sillería baja presenta un banco corrido con su respaldo muy austero.
Los cantorales se guardaban en un armario especialmente diseñado para que se adaptase a la sillería. El facistol se situaba exento en el centro de la sala. La bóveda es de lacería del siglo XVIII y conserva restos de pinturas ribeteadas con negro de humo. Los pinjantes que cuelgan son también del siglo XVIII y en su origen fueron policromados y dorados.
Órgano

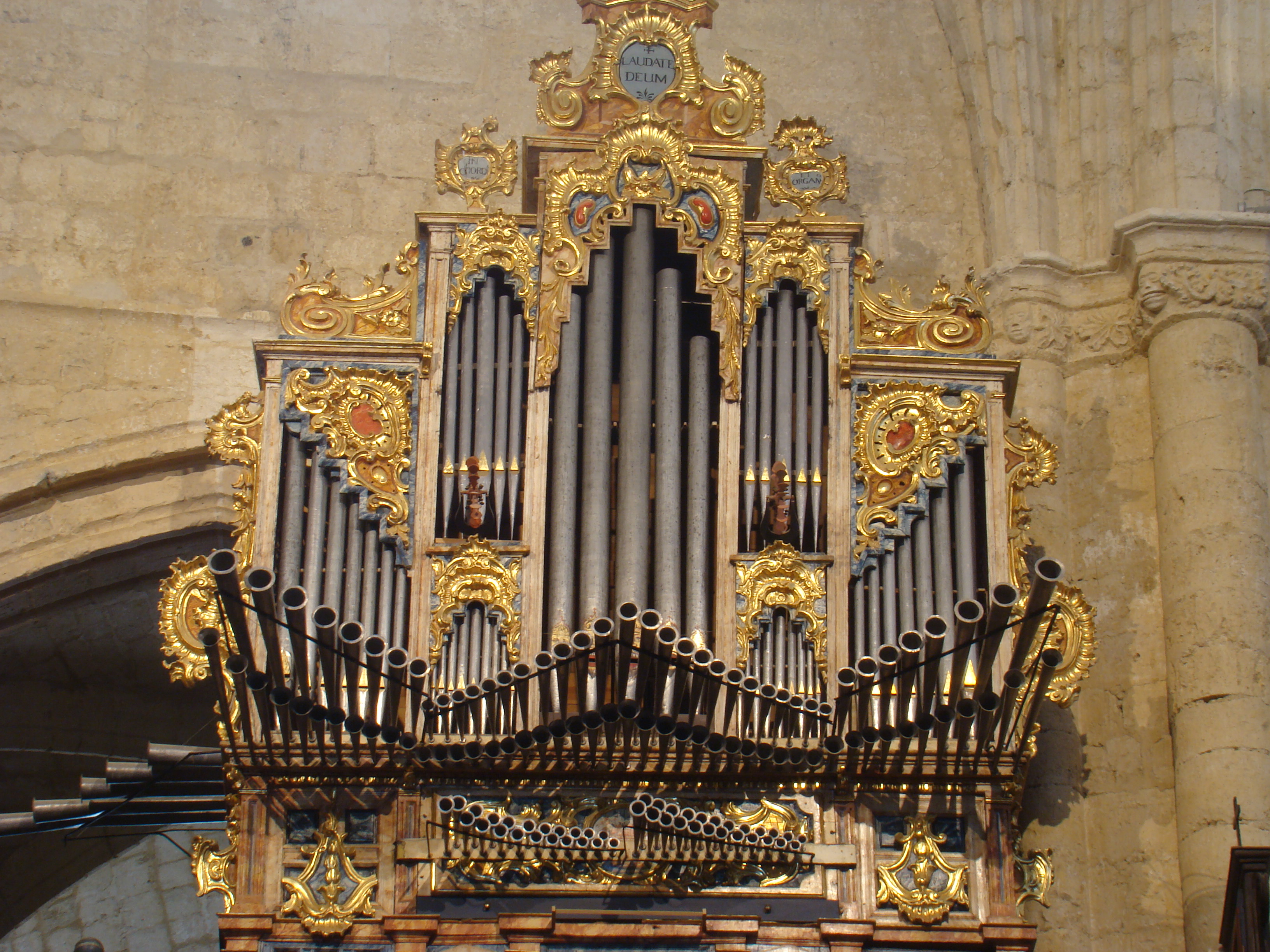
Órgano del.

Está situado en el 3º tramo de la nave central, junto al coro pero exento y colocado sobre una fina columna que a su vez sostiene la plataforma en que está ubicado. Es muy singular el emplazamiento y la construcción. La columna es aparentemente fina y frágil; sobre su capitel se abre una repisa en forma de palmera, lo suficientemente grande como para sujetar el órgano que está rodeado y protegido por una barandilla. El autor de esta arquitectura es desconocido, no así la fecha de 1775 que se halla escrita entre la variedad de temas decorativos en yeso artísticamente coloreado. 
El órgano es un instrumento del siglo XVIII construido por Agustín Merino de la Rosa —organero burgalés, autor de otros órganos igualmente bellos y de la misma calidad— y restaurado en 1986 por el taller de Federico Acitores —maestro organero de Torquemada (Palencia)— y está en uso no sólo para las funciones de la iglesia sino para los conciertos que se dan especialmente en julio y agosto.

### Púlpito

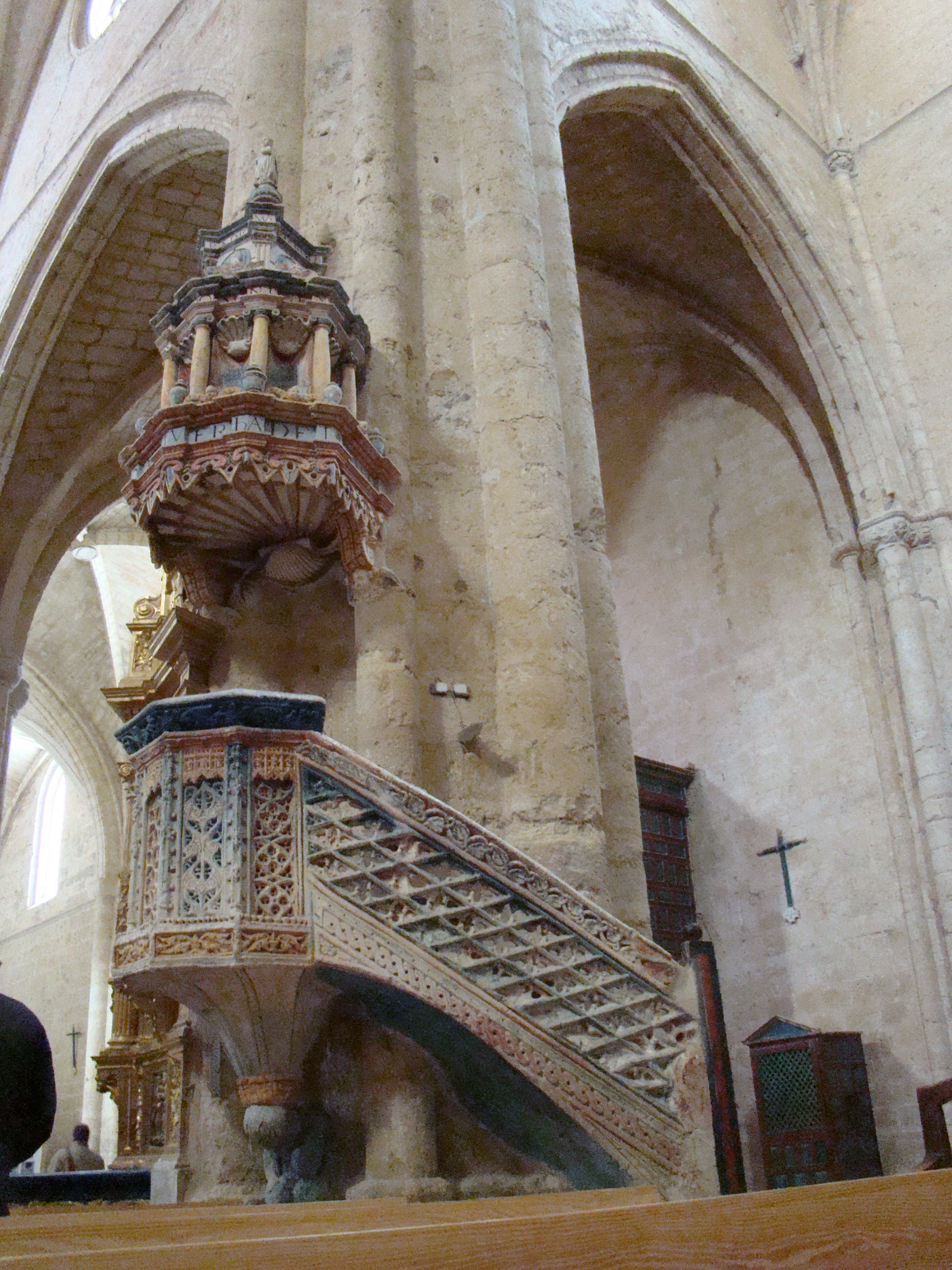
Púlpito y tornavoz.

El púlpito es otro de los tesoros de este templo. Data de finales del siglo XV y su tornavoz de principios del XVI. Mientras el púlpito se cataloga como gótico-mudéjar, el tornavoz entra de lleno en el renacimiento. Sin embargo ambas obras están en perfecta armonía no sólo de colorido sino de ejecución. El púlpito tiene la particularidad de estar asentado sobre lo que parece una figura humana agachada. La decoración es vegetal y geométrica. El colorido ofrece el rojo y el azul en ambas partes.

### Pila bautismal
Es gótica, del siglo XV hecha por algún escultor de la escuela de Simón de Colonia. De forma octogonal, cada parte tiene labrados unos relieves con escenas de la vida de Jesús y decoración vegetal y querubines; el conjunto está delimitado por arcos conopiales. El pie está muy estropeado y apenas se adivinan las figuras que tuvo labradas. La pila está en la capilla del baptisterio que se cierra con una reja del siglo XV de estilo italiano. Hay dos pilas menores de agua bendita distribuidas en dos rincones de la iglesia.

Pila bautismal y pilas de agua bendita
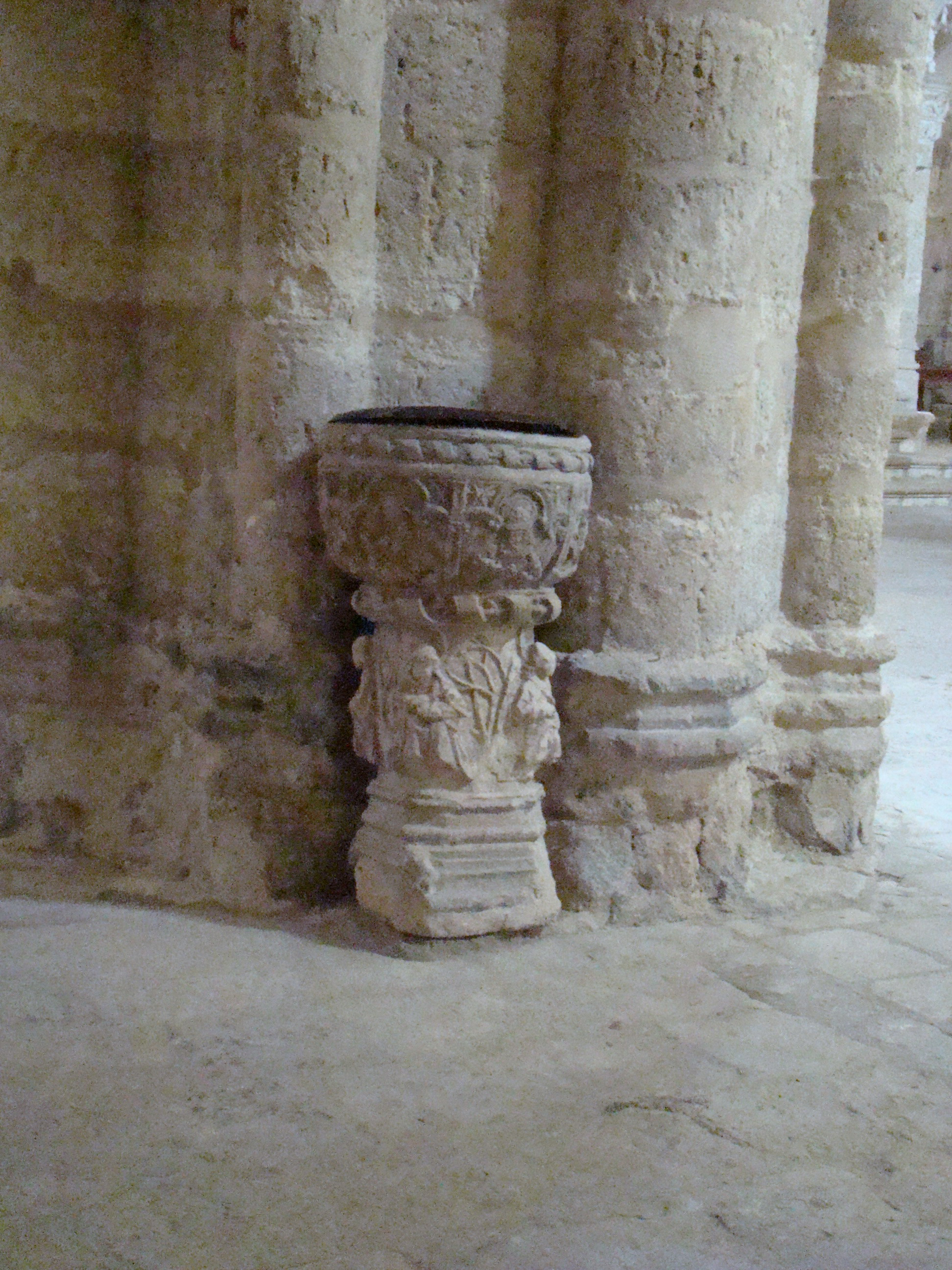
Pila de agua bendita
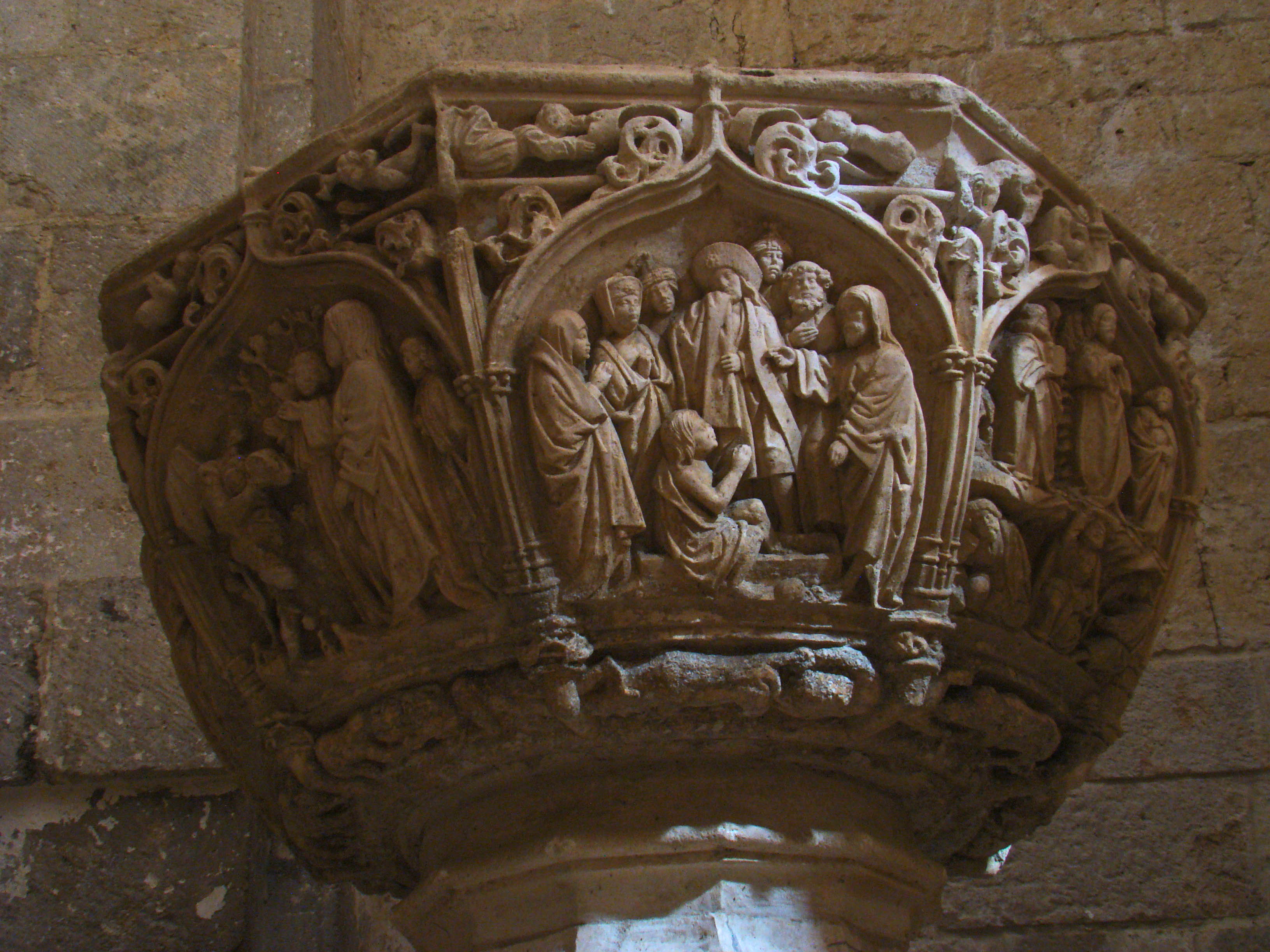
Pila de bautismo
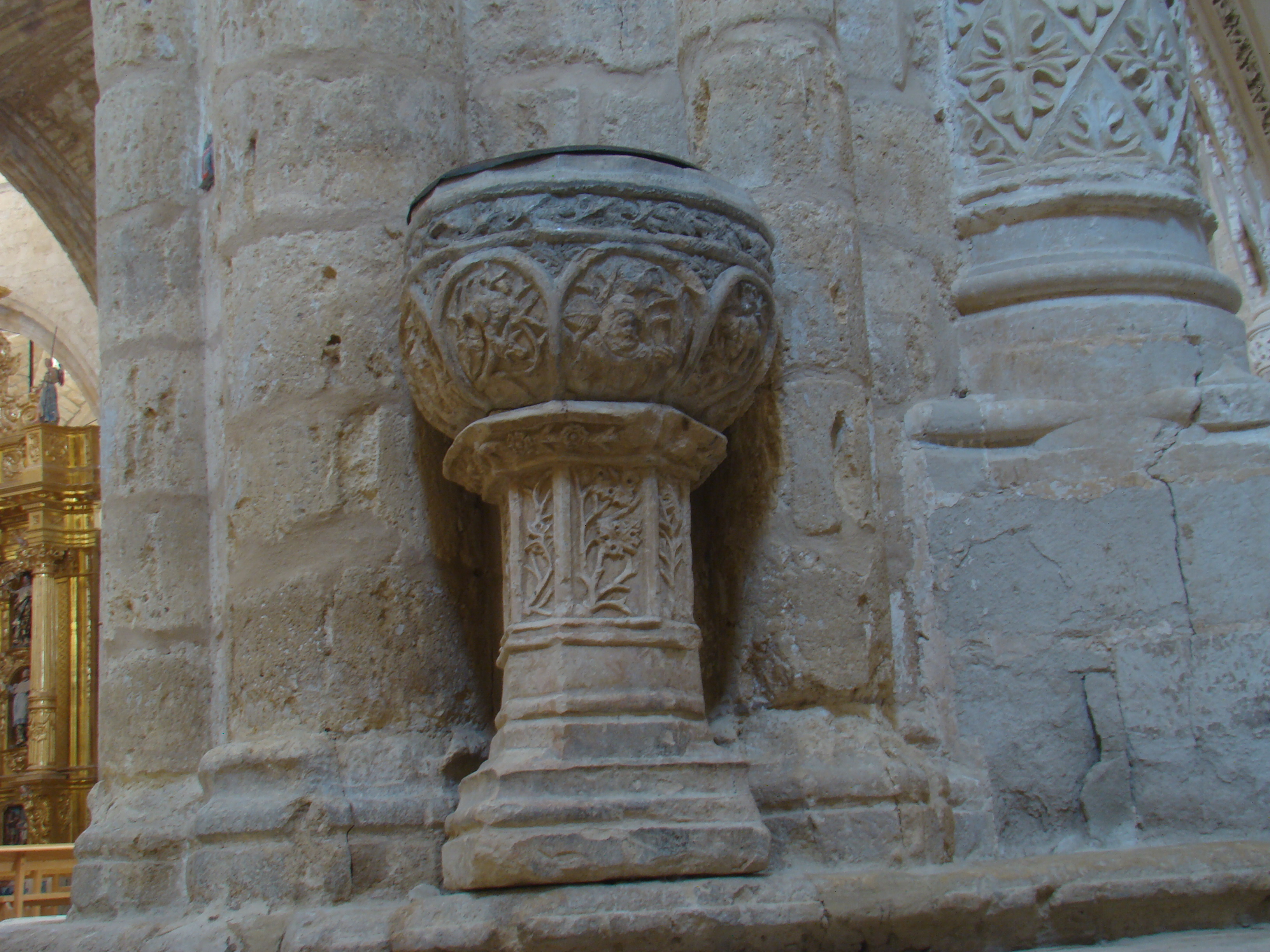
Pila de agua bendita.